# Février 2009 en France
Chronologie de la France
- 2005
- 2006
- 2007
- 2008
- 2009
- 2010
- 2011
- 2012
- 2013

Janvier - Février - Mars - Avril - Mai - Juin - Juillet - Août - Septembre - Octobre - Novembre - Décembre 2009
2007 - 2008 - 2009 dans les DOM-TOM français - 2010 - 2011
2007 par pays en Europe - 2008 par pays en Europe - 2009 par pays en Europe - 2010 par pays en Europe - 2011 par pays en Europe 

## Chronologie
- Championnats du monde de ski alpin 2009 à Val-d'Isère en Savoie[1]

### Dimanche1erfévrier 2009
Politique
- Gouvernement : Luc Chatel dans une interview se moque des propos tenus après le Forum social mondial à Belem au Brésil par Ségolène Royal en direction en direction de l'extrême gauche et du mouvement social : « Cela est assez déconcertant. Mme Royal a passé la campagne présidentielle a nous expliquer le bien-fondé de l'alliance avec M. Bayrou, avec le centre. Aujourd'hui, elle nous vante les mérites de M. Besancenot et de l'ultra-gauche [...] Une chose m'a frappée à Belem: il n'y a pas de barrière infranchissable entre ces trois composantes que sont la gauche de gouvernement, les mouvements sociaux qui luttent sur le terrain et ce qu'on appelle en France l'extrême-gauche [...] On pourrait se cotiser pour acheter une boussole à Mme Royal. On savait qu'elle avait perdu le nord, mais de là à aller taquiner Sud, c'est un pas qu'elle franchi allègrement » et au sujet de la création du Nouveau parti anticapitaliste, il estime : « M. Besancenot a des idées qui sont antérieures à son âge mais il est sympathique quand il passe à la télévision. Cela peut susciter de l'intérêt, surtout dans une crise comme aujourd'hui, auprès d'un certain nombre de vieux militants de gauche qui ne voient plus d'alternatives, de contre-propositions au sein du Parti socialiste ».
- Opposition :
  - Parti socialiste : 
    - Réunion à La Mutualité de quelque 2 000 secrétaires de sections et militants socialistes pour désigner la nouvelle direction de Martine Aubry, pour parler du contre-plan de relance du PS, des élections européennes de juin et de la question des critères pour la désignation des candidats PS notamment le mandat unique et la répartition des listes en fonction des courants du parti et de la place des courants minoritaires.
    - La première secrétaire, Martine Aubry accuse Nicolas Sarkozy de « défigurer la République » en se « croyant propriétaire de la France » affirmant « on commence à être de retour » car « on a besoin de nous » quand « on voit quelle société Nicolas Sarkozy est en train de construire, quelle société il détruit et dans quelle société il nous mène ».
    - Selon Harlem Désir : « En à peine deux mois tout le parti s'est remis au travail [...] C'est un parti qui propose, qui retourne sur le terrain [...] C'est une journée de travail, nous allons parler de la façon dont nous allons préparer un nouveau modèle de société et aussi des Européennes [avec une mobilisation sur le terrain du PS avec] mille initiatives pour agir vraiment contre la crise ».

  - Extrême gauche : Congrès du nouveau Parti de gauche réunissant 600 délégués de Limeil-Brévannes. Jean-Luc Mélenchon invite le Nouveau Parti anticapitaliste, d'Olivier Besancenot de rejoindre le « front de gauche » constitué avec le PCF pour les Européennes : « Camarades, nous vous tendons la main sans conditions, sans préalable, ne la rejetez pas ! ».
  - Syndicats : Le secrétaire général de la CFDT, François Chérèque, accuse Sarkozy de « survaloriser médiatiquement » le syndicat Sud pour affaiblir les autres syndicats : « On voit bien la tactique : on se créé un ennemi qui n'existe pas, qui fait moins de 4 % aux élections des prud'hommes, qui est présent dans quelques entreprises publiques et qu'on survalorise au niveau médiatique pour inévitablement affaiblir le syndicalisme, puisque l'image que donne Sud est une image négative [...] Mais il va aller chercher qui après, quand il va falloir discuter des problèmes concrets ? c'est un jeu dangereux ».

Affaires diverses
- Culture : Palmarès du 36e Festival international de la bande dessinée d'Angoulême qui a consacré le dessinateur et scénariste Blutch (41 ans), grand prix de la Ville d'Angoulême 2009 pour l'ensemble de sa carrière. Il est l'auteur depuis 1988 de nombreux albums marqués par un graphisme en noir et blanc. Il a également reçu dimanche un des cinq prix Essentiels du festival pour son album Le Petit Christian, Tome 2. La jeune génération d'auteurs de BD français est aussi à l'honneur avec le prix du meilleur album 2009 attribué au Français Winshluss pour Pinocchio.
- Corse : Dans la soirée, un incendie d'origine criminelle détruit un entrepôt de 250 m2 proche d'Ajaccio et abritant les archives de plusieurs mairies.
- Vendée : Un foyer de grippe aviaire H5 a été découvert dans un élevage de canards qui ont été tous abattus en vertu des nouvelles mesures de précaution s'appliquant aux formes faiblement pathogène du virus de la grippe aviaire. Averti, le Japon, où le foie gras est très apprécié sous toutes ses formes, a suspendu dès mardi les importations de foie gras cru et de volailles en provenance de France. L'archipel a importé en 2008 quelque 404 tonnes de foie gras cru.

Sports
- Handball : La France est devenue championne du monde de handball pour la troisième fois, en battant la Croatie 24 à 19, en finale à Zagreb.

- Vendée Globe : Michel Desjoyeaux (Foncia) franchit en vainqueur la ligne d'arrivée du 6e Vendée Globe, aujourd'hui peu après 16 heures, au large des Sables-d'Olonne, remportant en 84 jours sa deuxième victoire sur ce tour du monde en monocoque, en solitaire, sans escale et sans assistance. Il se dit convaincu que la barre des 80 jours pourra être atteinte dans les années à venir par un solitaire sur un voilier monocoque : « Jules Verne n'a qu'à bien se tenir. On va très certainement atteindre les 80 jours. Pour moi, il n'y a pas de problème. Les bateaux peuvent le faire ». Dans les mers du Sud, il estime n'avoir été qu'à « 75 % des capacités du bateau. Il n'y a rien qui me fait dire qu'on a été trop vite [...] Le temps de parcours et le fait de détenir un record ne bouleverse pas le marin, qui refuse d'être une légende [...] Ce qui compte, c'est d'être arrivé le premier ».

### Lundi2 février 2009
Politique
- Présidence
  - Le président Nicolas Sarkozy installe à l'Élysée le nouveau Conseil pour la création artistique qu'il va présider en présence de plus de 300 représentants du monde de la culture : « Je crois fondamentalement à la capacité de l'État à impulser un changement de culture, pour apprendre à mieux soutenir le processus de création [...] je veux que ça bouge, je veux que ça change, je veux que la culture soit notre réponse à la crise économique mondiale [...] et pour que ça soit vrai, il faut que la création soit au cœur de cette politique culturelle que je souhaite impulser [...] Ma parole est plus libre que celui qui produit et qui doit faire attention à ce qu'il dit [...] c'est donc à moi de donner un coup de pied dans la fourmilière, de bousculer les choses ».
  - Le président Nicolas Sarkozy espère le vote en mars de la « loi création et internet » : « Je suis certain que cette loi aura un effet très positif sur les comportements [...] Le piratage détruit massivement la musique et le cinéma [...] je ne laisserai pas piller les droits d'auteur [...] Je n'ai pas été élu pour laisser voler au supermarché [...] piller les œuvres musicales, piller les œuvres cinématographiques, piller les œuvres littéraires [...] c'est tuer la création [...] La France [...] ne laissera pas détruire ce qui est tout simplement le respect de la propriété ».

- Gouvernement : 
  - Dans une interview[2] le premier ministre, François Fillon, affirme que le gouvernement veut « rebâtir l'agenda social » avec les partenaires sociaux en tenant compte notamment « de leurs propres revendications », cependant, ni le premier ministre, ni le ministre du travail, Brice Hortefeux, n'ont l'intention de « changer de cap ». Lors du Comité interministériel d'aménagement des territoires délocalisé à Lyon, le premier ministre annonce les 1 000 projets retenus pour être financés par le plan de relance de l'économie de 26 milliards d'euros.
  - La ministre de l'économie, Christine Lagarde annonce que le nombre de chômeurs a augmenté d'environ 45 000 en décembre, contre 64 000 en novembre, constituant le huitième mois d'affilée de hausse. La France termine l'année 2008 avec 2,114 millions de chômeurs, soit 11,4 % de plus qu'en décembre 2007. Sur l'ensemble de 2008, la hausse du nombre d'inscrits à l'ANPE, devenue Pôle emploi, atteint 217 000.

- Opposition :
  - Parti socialiste : 
    - Malek Boutih, membre du Bureau national, dénonce « une chasse aux sorcières » dans le PS cautionnée par la première secrétaire Martine Aubry contre les partisans de Ségolène Royal : « Aujourd'hui, si un jour ou l'autre, vous avez serré la main, fait une bise, collé une affiche pour Ségolène Royal, vous en prenez plein votre grade dans le Parti socialiste [...] C'est une chasse aux sorcières, c'est terrible, ça tape dur, c'est assez violent ». Selon lui, elle est menée par « tous ceux qui ont eu les boules de la candidature de Ségolène Royal depuis 2007, tous ceux qui n'avalent pas les adhérents à 20 euros, tous ceux qui ont l'idée d'un Parti socialiste qui doit se refermer autour de sa base traditionnelle de grands élus, de grands notables ».
    - Michel Sapin estime que les 1 000 projets du plan de relance annoncés par le premier ministre, se résument à « beaucoup d'esbroufe pour peu d'effet » : « L'impact sur la croissance en 2009 des projets annoncés sera extrêmement faible. Pour la plupart, ces projets étaient déjà prévus [...] L'État ne fait donc qu'honorer des engagements pris précédemment, fait du neuf avec du vieux, ce qui est largement insuffisant pour relancer la croissance [...] Ce sont des investissements nouveaux et à effets immédiats qui doivent être mis en place, notamment dans les hôpitaux et pour le logement social, comme l'a proposé le Parti socialiste ».

  - Syndicats : 
    - Début du conflit dans les universités françaises sur le statut des enseignants-chercheurs. La coordination nationale des universités appelle à une grève illimitée dans toutes les universités, ainsi qu'à une journée de manifestations en France jeudi et à une manifestation nationale à Paris le mardi 10.
    - Dans la soirée, réunion des huit organisations à l'origine du la journée d'action du 29 janvier — CFDT, CFE-CGC, CFTC, CGT, FO, FSU, Solidaires, UNSA — qu'ils considèrent comme un succès, pour décider des suites à donner au mouvement. Ils envisagent une nouvelle journée d'action, ou tout autre forme de mobilisation, si rien ne vient désamorcer la colère[3].

  - Front national : La vice-présidente Marine Le Pen estime que « Nicolas Sarkozy qui s'enorgueillissait d'incarner le rôle du président du plein emploi, est aujourd'hui, et ce malgré son agitation permanente et la multiplication de plans dérisoires, le président du chômage de masse ! ».

Affaires diverses
- Devant ses pairs du Conseil supérieur de la magistrature, le juge Fabrice Burgaud rejette les accusations les plus graves qui ont été émises contre lui pour son instruction décriée de l'affaire de pédophilie d'Outreau : « Je n'ai commis aucune faute disciplinaire, ni de près ni de loin. Je n'ai failli d'aucune sorte à mon serment de magistrat ».
- L'ancien maire UMP de Paris Jean Tiberi et sa femme, Xavière, comparaissent en correctionnelle avec neuf autres prévenus dans l'affaire des « faux électeurs du 5e arrondissement » de Paris. Ils sont accusés d'avoir gonflé les listes électorales entre 1995 et 1997, mais ont toujours farouchement nié leur responsabilité. L'affaire avait éclaté le 23 avril 1997. À l'époque, Le Canard enchaîné estimait « entre 3 000 et 4 000 le nombre d'électeurs inscrits illégalement par le RPR dans le 5e arrondissement ».
- Le tribunal de Saint-Gaudens (Haute-Garonne) rend une ordonnance de non-lieu en faveur des groupes chimiques BASF Agro et Bayer CropScience, ayant commercialisé le pesticide Régent TS, accusé par des apiculteurs d'être à l'origine d'une surmortalité d'abeilles[4]. Selon les réquisitions du procureur : « À l'issue des très nombreuses expertises acquises au dossier, il n'était pas envisageable d'affirmer un lien incontestable entre l'utilisation du fipronil (principe actif du Régent) dans l'enrobage des semences et les surmortalités des abeilles constatées à l'occasion des campagnes 2002 et 2003 ».
- L'usine Ford de Bordeaux qui emploie 1 600 salariés doit être reprise par la société familiale allemande Johann Hay, spécialiste des pièces mécaniques forgées et usinées pour l’automobile, et qui reprendrait l’essentiel du site aquitain de transmissions automatiques. Johann Hay emploie à ce jour 1 300 salariés sur 2 unités de production (Bockenau et Bad Sobernheim). L'usine ne produisait plus que 220 000 boîtes de type ancien contre plus de 700 000 en 2002, destinées notamment au gros 4×4 américain Ford Explorer, mais aussi à la Ford Mustang, des véhicules sur le déclin. Ford avait prévu de cesser cette activité en 2011.
- Le commissaire aux droits de l'Homme du Conseil de l'Europe, Thomas Hammerberg, affirme que « Les enfants ne doivent pas être traités comme des criminels » en condamnant la « tendance inquiétante en Europe qui consiste à enfermer davantage d'enfants de plus en plus jeunes » : « Les jeunes délinquants sont avant tout des enfants qui doivent être protégés par les lois [...] adoptées en matière de droits de l'Homme » pour qui l'accent doit être mis sur les solutions alternatives à l'emprisonnement et sur les mesures de prévention qui sont la clé de voûte d'une « politique efficace et humaine ». Il s'en est particulièrement pris aux législations britannique et géorgienne, qui ont fixé l'âge de la responsabilité à un seuil très bas, et à un projet de loi français qui propose le seuil de 12 ans.

Sports
- Ouverture à Val-d'Isère des 40e championnats du monde de ski alpin, où plus de 500 athlètes, représentant un nombre record de 73 nations, vont chercher jusqu'au 15 février à conquérir une ou plusieurs des 33 médailles en jeu. Plusieurs centaines de personnes, malgré le froid intense, ont assisté au spectacle d'ouverture, au pied des massifs de Solaise et de Bellevarde. Parmi les personnalités qui ont prononcé un discours : le président de la Fédération internationale de ski (FIS), Gian-Franco Kasper et la ministre de la Santé et des Sports, Roselyne Bachelot.

### Mardi3 février 2009
Politique
- Gouvernement :
  - Selon la ministre de l'Économie, Christine Lagarde, plus de 40 000 personnes se sont inscrites en un mois au régime de l'auto-entrepreneur depuis la mise en place de ce nouveau statut juridique au 1er janvier. Ce nouveau statut permet aux salariés, chômeurs, retraités ou étudiants de développer une activité à titre principal ou complémentaire pour augmenter leurs revenus, avec des démarches simplifiées[5].

Affaires diverses
- L'ancien directeur des renseignement généraux, Yves Bertrand, dans une lettre au juge indique qu'il refuse de venir témoigner, mercredi 4 février, au procès de l'Angolagate, pour lequel il est cité par les avocats des prévenus Pierre Falcone et Charles Pasqua, expliquant qu'il refuse de venir parce qu'il n'a « été témoin d'aucun des faits qui sont reprochés aux prévenus (...), notamment pas de ceux qui concernent les personnes qui m'ont fait citer ». Les avocats souhaitaient l'interroger sur ses rencontres avec le magistrat Philippe Courroye, alors qu'il était le juge d'instruction dans cette affaire de commerce d'armes avec l'Angola.
- La directrice des services judiciaires du ministère de la Justice, Dominique Lottina, a attaqué lourdement le juge Fabrice Burgaud, lors de son audience disciplinaire devant le Conseil supérieur de la magistrature. Selon elle, Le juge Burgaud a fait preuve d'un « manque de rigueur » et « d'impartialité » au « caractère délibéré ». Le juge Burgaud, qui était chargé d'instruire l'affaire d'Outreau, aurait mené des auditions « insuffisamment critiques » des enfants, leur accordant trop de crédit en vertu d'une « religion de l'expertise [psychologique] dont on connaît la fragilité », critiquant les confrontations collectives des enfants victimes présumées, peu garantes de « spontanéité » ou d'« authenticité ».
- La ville de Paris donne son feu vert à un projet de développement de chauffage géothermique, par captation d'eau chaude souterraine, pour les XVIIIe et XIXe arrondissements, ce qui devrait permettre de réduire de 60 % les émissions de gaz à effet de serre, pour 12 000 logements à terme.

Société
- Dans son rapport annuel, la Fondation Abbé-Pierre souligne que la France compte 3,5 millions de personnes non ou mal logées – une augmentation de 300 000 en un an –, dont quelque 100 000 sans domicile fixe, et 6,5 millions en situation de fragilité. L'actuelle crise immobilière, qui s'accompagne d'un ralentissement de la construction, risque d'aggraver une crise du logement déjà conséquente, le déficit de logements pourrait passer de 800 000 à 900 000 logements à la fin de 2009.
- Dans son rapport annuel, l'OJD souligne que les ventes de la presse quotidienne nationale ont chuté de 3,03 % en 2008.
- L'opérateur satellitaire Eutelsat annonce pour la France le lancement d'une offre internet haut débit par satellite à 35 euros par mois, matériel compris, une initiative qui s'inscrit dans le cadre du plan « France Numérique 2012 » du gouvernement qui prévoit que « chaque Français, où qu'il habite, bénéficiera avant 2010 d'un droit d'accès internet haut débit à un tarif abordable, de l'ordre de 35 euros par mois, équipements d'accès inclus ». Selon Eutelsat, « ce service permet à tout foyer en France métropolitaine et Corse de bénéficier d'une connexion à internet à des débits comparables à ceux de l'ADSL »[6].

### Mercredi4 février 2009
Politique
- Gouvernement :
  - Le ministre de l'Immigration, Éric Besson, annonce vouloir s'attaquer aux passeurs en permettant à certains étrangers en situation irrégulière et victimes de la traite des êtres humains ou de proxénétisme, d'obtenir un titre de séjour provisoire s'ils dénoncent leur filière d'immigration clandestine. Le texte est en fait l'application d'une directive européenne datant de 2004 et qui permet aux immigrés clandestins victimes de la traite des êtres humains (prostitution ou travail au noir par exemple) d'obtenir un titre de séjour de courte durée en échange de leur coopération avec les services de police et de justice.
  - Trois députés UMP — Jean-Paul Garraud, Françoise Branget et Pascale Gruny — proposent, pour lutter contre le trafic de Subutex — un médicament de substitution à l'héroïne — de le classer comme stupéfiant. Cette mesure rendrait plus difficile la délivrance du Subutex par les pharmaciens, et permettrait d'inculper pour trafic de stupéfiants toute personne sans ordonnance qui en posséderait, comme pour la méthadone.

- Opposition : SOS Racisme appelle le ministre de l'Immigration Éric Besson à renoncer à son projet d'attribuer des « titres de séjour provisoires » aux immigrés victimes de filières clandestines qui les dénonceraient, et à ne pas « livrer plus longtemps les sans-papiers à un arbitraire administratif et à une complexification du droit ». L'ONG se dit « inquiet » face à « une officialisation des pratiques de délation » : « Si l'État français décidait d'instituer cette manière de procéder, est-il en situation de garantir la sécurité physique dans les pays d'origine des personnes appartenant à la famille de celles et ceux qui auraient décidé de dénoncer tel ou tel passeur ? ».

- Nicolas Hulot se montre « assez déçu » par les annonces de travaux dans le cadre du plan de relance. Il juge « désolant cette disparité de moyens » et estimant « qu'on ne tient pas compte des engagements du Grenelle de l'Environnement » « y compris à Matignon » pour qui l'environnement serait « un paramètre marginal » : « En période de crise, on perd l'ambition de l'écologie [alors même que] la crise écologique devient une réalité ».

Économie
- Le groupe équipementier Alcatel-Lucent annonce une perte nette de 5,215 milliards d'euros en 2008, un mauvais résultat bien supérieur aux attentes des analystes, tout en se disant optimiste sur l'avenir. La direction explique cette contre-performance par une dépréciation majeure d'actifs à la fin de l'année pour 3,9 milliards d'euros, « rendue nécessaire par la détérioration drastique de l'économie mondiale au cours du quatrième trimestre ainsi que par notre décision de nous concentrer sur un portefeuille de produits réduit ».
- La banque d'affaires franco-américaine Lazard annonce un bénéfice net en très forte baisse de 98 % en 2008 à 3,6 millions de dollars contre 173 millions de dollars en 2007, à cause d'une charge exceptionnelle de 149 millions de dollars liée au rachat de parts de son activité de gestion d'actifs.
- Selon le rapport annuel la Cour des comptes, la crise aura un « effet massif et durable » sur la dette publique, et juge « plus qu'incertaines » les prévisions du gouvernement pour le retour à l'équilibre des comptes. La France aborde la récession actuelle « dans une situation plus dégradée » qu'en 1993, avec une dette publique à 64,6 % du PIB fin 2007, soit 20 milliards d'euros de charges d'intérêts annuelles en plus : « La France n'a pas su profiter des phases de croissance soutenue pour rééquilibrer ses comptes publics [...] n'a pas montré une réelle aptitude à une réduction significative du poids de ses dépenses publiques, dont la croissance moyenne est restée supérieure à 2 % par an sur les dix dernières années »[7].
- Selon le Syndicat des énergies renouvelables (SER), la puissance installée du parc éolien français s'est accrue de 950 mégawatts en 2008 à 3 404 MW — 1 % de la production totale d'électricité en France —, soit une progression de 37 % par rapport à 2007, représentant plus de la moitié des nouvelles capacités électriques installées en France en 2008.
- Le groupe pharmaceutique britannique GlaxoSmithKline (GSK) va supprimer près de 850 emplois en France et se désengager de sa recherche-développement des sites d'Évreux (Eure) et des Ulis (Essonne).

Affaires diverses
- Le livre de Pierre Péan sur Bernard Kouchner, Dans Le Monde selon K. (éd. Fayard), dans lequel l'écrivain et enquêteur y critique lourdement le ministre des Affaires étrangères pour avoir mélangé les genres entre activités publiques et privées en Afrique et avoir bénéficié de contrats avec le Gabon et le Congo, en tant que consultant pour deux sociétés privées entre 2002 et 2007. Selon Pierre Péan, ces sociétés auraient continué à toucher des sommes issues de ces deux pays après l'entrée en fonction de Bernard Kouchner, en tant que ministre des Affaires étrangères, au risque d'un conflit d'intérêts. Ces révélations ont déclenché de vives réactions parmi les députés et les responsables politiques qui le somment de s'expliquer. Bernard Kouchner riposte dans un entretien sur le site du Nouvel Observateur sur lequel il déclare notamment : « Je n'ai jamais signé un seul contrat avec un État africain. Jamais. J'ai été un des consultants d'une entreprise française – Imeda – dans un domaine que je connais : celui de la médecine et de la santé publique. »
- La cour d'appel de Paris confirme la suspension d'exclusivité d'Orange sur la vente de l'iPhone d'Apple. Initié par Bouygues, ce jugement était très attendu par la concurrence (SFR, Bouygues Telecom), mais aussi par l'association de consommateurs UFC-Que Choisir. Le Conseil de la concurrence, dans un avis publié le 17 décembre, avait donné raison à Bouygues Telecom en cassant le contrat d'exclusivité de cinq ans dont bénéficiait Orange pour la vente de l'iPhone en France.
- Le tribunal d'application des peines de Paris statuant en matière de terrorisme rejette la demande de libération conditionnelle de Jean-Marc Rouillan, l'ex-cofondateur du groupe armé d'extrême gauche Action directe, réincarcéré après la parution d'une interview dans L'Express et la révocation de la mesure de semi-liberté qu'il avait bénéficié après la parution d'une interview dans L'Express le 2 octobre dans laquelle il exprimait une « opinion » sur les faits qu'il a commis alors que son régime de semi-liberté lui interdisait de s'exprimer sur les faits pour lesquels il avait été condamné dans les années 1990 : les assassinats du PDG de Renault, Georges Besse, en 1986 et de l'ingénieur général de l'armement René Audran en 1985[8].
- La Cour de cassation rejette le pourvoi formé par Jean-Marie Le Pen, rendant définitive sa condamnation à 10 000 euros d'amende pour provocation à la discrimination raciale, pour des propos sur les musulmans de France tenus en avril 2004 au journal d'extrême droite Rivarol.

### Jeudi5 février 2009
Politique
- Présidence : Le président Nicolas Sarkozy s'exprime lors d'une intervention radiotélévisée sur de nombreux points.

- Gouvernement :
  - Le gouvernement français expose devant les députés, ses projets pour l'attribution de la quatrième licence de téléphonie mobile. Sur les trois lots de fréquences disponibles, un sera réservé à un nouvel entrant au prix de 206 millions d'euros. Le secrétaire d'État chargé de l'industrie et de la consommation, Luc Chatel explique les choix faits par le gouvernement dont l'entrée d'un nouvel opérateur pour ce qui est un enjeu industriel et économique. Selon lui, en période de crise, il faut se concentrer sur les secteurs qui, demain, seront les relais de croissance. Le principal candidat, Free, se dit « prêt à payer » 210 millions.
  - Le premier ministre François Fillon fait une concession majeure après deux mois de mobilisation dans les universités, en annonçant qu'aucun poste ne sera supprimé dans les universités en 2010 et 2011. Cela exclut l'université de la logique de non-remplacement d'un fonctionnaire sur deux partant à la retraite. Neuf cents postes avaient été supprimés dans les facultés à la rentrée 2009.
  - Le ministre de la Défense, Hervé Morin, en visite au porte-avions Charles-de-Gaulle déclare qu'il est « logique » d'avoir un second porte-avions, affirmant que « la question se posera en 2012 » : La logique, dès lors qu'un pays décide de se doter d'un porte-avions, c'est d'en avoir un deuxième alors qu'il rentre d'une visite d'un an et demi. Dès lors que la France considère qu'un bâtiment est un instrument de projection de puissance, en mesure de participer à la prévention des crises et à la dissuasion, la cohérence veut que nous ayons un deuxième porte-avions.
  - Le ministre de l'Immigration, de l'Intégration, de l'Identité nationale et du Développement solidaire, Éric Besson, signe la circulaire autorisant les préfets à accorder un titre de séjour provisoire aux sans-papiers qui dénoncent des filières, des passeurs : « Les femmes battues qui portent plainte doivent-elles être accusées de délation ? Ces clandestins doivent-ils éternellement rester dans leurs ateliers, dans leurs caves, dans leurs arrière-cours de restaurants ».

- Opposition :
  - La Ligue communiste révolutionnaire (LCR) d'Alain Krivine et d'Olivier Besancenot est officiellement dissoute pour être remplacée par le Nouveau Parti anticapitaliste (NPA) dont le congrès de fondation se tient de vendredi à dimanche à la Plaine-Saint-Denis (Seine-Saint-Denis). La dissolution a été votée, à main levée, à 87,1 % des voix des quelque 150 délégués. 11,5 % ont voté contre, les 1,4 % restants se sont abstenus. Le congrès de fondation du NPA, revendique environ 9 000 militants (contre 3 200 à la LCR)[9].

- Le premier président de la Cour des comptes, Philippe Séguin, en présentant le rapport public annuel, met en garde contre l'impact « "massif et durable" » du plan de relance combiné aux effets de la crise. Selon lui, l'endettement supplémentaire serait de 250 milliards d'euros en 2010 et pourrait atteindre 83 % du produit intérieur brut fin 2012.

Économie
- Le Conseil de la concurrence inflige une amende de 5 millions d'euros à la SNCF pour avoir favorisé son agence en ligne « Voyages-sncf.com » au détriment de ses concurrents, que le transporteur public s'engage à traiter désormais sur un pied d'égalité. Le Conseil a également sanctionné le voyagiste en ligne américain Expedia, partenaire de la SNCF, « à hauteur de 500 000 euros », les concurrents de la SNCF (Karavel-Promovacances, Lastminute et Switch) se plaignant de ne pas être traités équitablement pour la vente des billets de trains en ligne. Les voyageurs pourront désormais bénéficier sur tous les sites des mêmes promotions et des mêmes facilités (comme le « billet imprimé ») que celles proposées sur le site marchand de la SNCF.
- NEC annonce la suppression de 387 postes en France, dont 334 à Angers où l'assemblage et la production d'ordinateurs vont s'arrêter d'ici mi-2010.
- Dassault Aviation va ralentir ses cadences de production en 2009 passant à 8 Falcon produits par mois contre 9 auparavant.
- Les ventes de vin de champagne ont baissé en volume de 4,8 % en 2008 par rapport à 2007, une année record en termes de quantités écoulées. 322,4 millions de bouteilles ont été vendues dans le monde, contre 338,7 millions en 2007 (+5,3 %) et 321,8 millions en 2006 (+4,6 %).
- Le constructeur Citroën annonce pour 2010 le nouveau lancement de production de la mythique DS qu'il avait abandonnée depuis 1975 : « Il ne s'agira pas d'un seul modèle mais d'une ligne haut de gamme, complémentaire de la gamme traditionnelle de la marque au double chevron, déclinée en plusieurs véhicules à partir de 2010 ». Il a dévoilé un prototype, nommé DS Inside et qui préfigure la future DS3 mais offre peu de ressemblance avec la mythique berline des années 1950 à 1970. Une DS4 sortira en 2011 et une DS5 sortira en 2012. Chez PSA Peugeot Citroën, les immatriculations de voitures particulières ont baissé de 11,2 % en 2008.

Affaires diverses
- Dans le cadre de la campagne internationale Zero Mercury, menée par une coalition d'ONG, l'association France Nature Environnement rend publique une enquête sur les émissions de mercure dans l'industrie du chlore, l'un des principaux émetteurs de ce polluant. Des concentrations élevées ont été mesurées autour de certains sites industriels. C'est le cas pour l'usine Arkema à Jarrie, dans l'Isère. La valeur la plus élevée atteignait 20 761 nanogrammes par mètre cube d'air, soit 20 fois le seuil de risque défini par l'Organisation mondiale de la santé pour une exposition chronique à ce polluant (1 000 ng/m3).
- La police judiciaire de Lyon démantèle un réseau complet d'escroquerie de type « transaction pourrie » (« rip deal »). Les malfrats se faisaient passer pour des investisseurs et convainquaient les victimes d'apporter une forte somme d'argent. Ces arnaques consistent à approcher une victime selon des techniques trompeuses particulièrement élaborées, afin de la convaincre d'apporter une forte somme d'argent liquide au cours de négociations financières, et de lui rafler la mallette ou, selon les cas, de l'échanger contre des fausses devises.
- La Cour d'assises spéciale de Paris, composée de sept magistrats professionnels, condamne l'Allemand converti à l'islam Christian Ganczarski à dix-huit ans de réclusion pour complicité dans l'attentat contre la synagogue de Djerba (Tunisie), qui avait fait 21 morts en avril 2002. Elle a également condamné à douze ans de réclusion, Walid Nawar, frère du jeune kamikaze tunisien Nizar Nawar qui s'est jeté contre le bâtiment au volant de son camion piégé.
- Le trader Jérôme Kerviel, mis en examen pour des falsifications ayant fait perdre 4,9 milliards d'euros à la Société générale et accusé par la justice d'avoir dissimulé à la banque des prises de position gigantesques qui ont atteint 50 milliards d'euros sur les marchés, explique dans un entretien à RTL s'être « laissé emballer par tout un système [...]J'aurais bien aimé qu'on me dise, arrête tes conneries »[10],[11].

### Vendredi6 février 2009
Politique
- Opposition : Le président du MoDem, François Bayrou estime, en réaction à l'interview radio-télévisée du président Nicolas Sarkozy que « tout le discours d'hier soir engage le pays vers des déficits abyssaux [...] la suppression de la taxe professionnelle, de la première tranche de l'impôt sur le revenu, la multiplication d'interventions nouvelles et de long terme, tout cela nous entraîne vers une situation catastrophique, de laquelle le pays aura le plus grand mal à sortir [...] En période de crise, on doit choisir des interventions de relance fortes, à condition qu'elles soient ponctuelles et ne créent pas de dégradation durable des finances publiques [...] abandonner les équilibres de long terme pour les effets d'annonce d'une seule émission, ce n'est pas responsable [...Globalement] il y a eu multiplication d'annonces de sujets de discussion, prévues pour trois à six mois, avec les syndicats, comme s'il s'agissait d'abord de gagner du temps »[12].

- Fiscalité : Selon, le président de la commission des Finances de l'Association des maires de France, Philippe Laurent, « le montant de la taxe professionnelle perçue par l'ensemble des collectivités locales — dont le président Nicolas Sarkozy a annoncé la suppression en 2010 —,s'élève à près de 28 milliards, dont environ 10 milliards sont d'ores et déjà payés par l'État au titre des dégrèvements ». L'État, considéré comme le premier contribuable local, a instauré des compensations au fil des réformes successives de la taxe professionnelle et « en cas de suppression, il resterait 18 milliards d'euros à trouver, et non 8 milliards ». Il estime que dégager « près de 20 milliards d'euros ne peut pas être le fait d'un impôt indirect comme une taxe carbone, évoquée par le chef de l'État » et que la compensation doit se faire « dans le cadre d'une réforme d'ensemble de la fiscalité, que nous appelons de nos vœux depuis des années ».

Économie
- La CNP Assurances, premier assureur français des personnes, enregistre une baisse de 10,2 % de son chiffre d'affaires en 2008, principalement du fait d'un fort recul en assurance vie, avec 28,3 milliards d'euros sur l'année, contre 31,5 milliards d'euros en 2007. La CNP pâtit du fort repli de l'activité épargne (-16,9 %), qui comprend l'assurance vie et capitalisation.
- Les Douanes annoncent un déficit record du commerce extérieur français à 55,7 milliards d'euros en 2008, supérieur au record de 2007 qui s'était établi à 40,5 milliards d'euros. Sur l'année, les exportations ont augmenté à 409,6 milliards d'euros (contre 401,3 en 2007), mais les importations ont encore plus nettement augmenté à 465,3 milliards d'euros (contre 442).

Affaires diverses
- Présentation du Francilien, le futur train de banlieue d'Île-de-France appelé à remplacer le Transilien. Il sera mis en service en décembre et livré dans sa totalité plus tôt que prévu, en avril 2015. 40 rames seront remises chaque année à la SNCF, portant à 100 le nombre de nouveaux trains qui auront été mis en service dès la fin 2012, soit 20 % de plus que ce qui était prévu initialement. La totalité des 172 rames commandées seront livrées en avril 2015, avec huit mois d'avance sur l'échéancier initial. Le contrat prévoit une option de 200 trains supplémentaires qui n'a pas encore été levée.
- Les deux paparazzi, qui avaient pénétré les messageries des téléphones portables de Carla Bruni, de l'acteur Guillaume Canet et du chanteur Patrick Bruel, ont été interpellés et placés en garde à vue par les enquêteurs de la brigade de répression de la délinquance contre la personne[13].
- Décès du photographe et patron de presse, Michel Sola (69 ans). Il fut responsable de 1963 à 1985 des ressources photos de Paris Match et son rédacteur en chef jusqu'en 1999.
- Le violeur multirécidiviste Patrick Trémeau est condamné à vingt ans de réclusion criminelle, assortis d'un suivi socio-judiciaire et d'une obligation de soins durant huit ans, par la cour d'assises de Paris, pour nouveaux trois viols commis en 2005 après sa sortie de prison.

### Samedi7 février 2009
Politique
- Présidence : Le président Nicolas Sarkozy annonce vouloir conduire un débat avec les Français sur la normalisation des relations entre la France et l'OTAN d'ici le prochain sommet de l'Alliance atlantique, les 3 et 4 avril. Son but est le retour complet de la France dans des structures de commandement de l'OTAN qu'elle avait quittées en 1966 au nom de son indépendance : « La France veut rénover ses relations avec l'OTAN en étant un allié indépendant, un partenaire libre des États-Unis ».

- Gouvernement :
  - Le ministre de l'Éducation nationale, Xavier Darcos, évoque les « positions fortes » acquises par l'extrême-gauche dans le système éducatif, affirmant qu'elles « embarrassent » autant les syndicats que le ministre : « De fait nous avons vu l'extrême gauche prendre des positions fortes dans le système éducatif, nous voyons des coordinations locales, souvent tenues par des militants qui souvent relèvent de cette politique-là [...] Il est tout à fait normal que dans des périodes de crise extrême ou la mondialisation est mise en cause tout ce qui est altermondialiste, anticapitaliste, tout ce qui essaie d'inventer une utopie, suscite l'attention et l'intérêt, et que la montée des extrêmes, de l'extrême gauche en particulier, soit dans ce contexte presque un phénomène réactif inévitable [...] même, si évidemment, vous vous en doutez, je considère que c'est une pensée fausse et qu'il n'y a rien à en espérer ».
  - Le ministre de la Défense, Hervé Morin annonce que la première unité allemande postée sur le sol français depuis 1945 s'installera à Illkirch, près de Strasbourg, dans l'Est de la France, et comptera quelque 600 soldats.
  - Un accord sur un « code éthique » a été trouvé entre les banques et les autorités de régulation en contrepartie de l'aide publique au secteur. Il devrait s'appliquer pour les primes versées au début de 2010 afin de limiter les bonus des traders, qui avaient atteint des niveaux record en 2007. Lors de son intervention radiotélévisée, le président Nicolas Sarkozy a fustigé « le système de rémunération de ceux qu'on appelle les traders, ces jeunes gens qui jouaient à spéculer et dont les rémunérations étaient indexées sur la prime de risques [...] Ça a conduit à la catastrophe que l'on sait ».
  - Le porte-parole de l'UMP, Frédéric Lefebvre, dénonce ceux « qui confondent délation et dénonciation [...] Si la délation est condamnable car se faisant au détriment de gens honnêtes, la dénonciation est un devoir républicain prévu dans la loi et permettant de lutter contre les délinquants [...] C'est un mauvais procès qui est fait à Eric Besson [...] Son action déterminée contre les exploiteurs en tout genre de la misère humaine - passeurs, marchands de sommeil et patrons voyous - doit au contraire être saluée par tous les républicains ».

- Opposition :
  - La secrétaire nationale du PCF, Marie-George Buffet, estime que le NPA, qui tient son congrès fondateur, peut être un nouveau parti favorable au rassemblement de la gauche ou un « remake de la LCR » opposée à l'union. Elle invite les délégués au congrès du NPA à construire des listes communes aux européennes avec le « front de gauche » rassemblant déjà PCF et Parti de Gauche de Jean-Luc Mélenchon. Selon elle, dimanche soir, à l'issue du congrès du nouveau parti d'Olivier Besancenot et d'Alain Krivine, « on saura si le NPA est vraiment un nouveau parti qui veut travailler au rassemblement de gauche ou si c'est en fin de compte un remake de la LCR, qui à chaque fois dit non quand on parle rassemblement [...] L'heure est à l'union, pas à rester chacun chez soi [...] La radicalité n'a un sens que si elle n'est simplement contestataire [...] Elle doit aussi se transformer en actes. Et pour cela, il faut se rassembler dans les élections, avoir des élus et agir ensemble ».
  - Création officielle du Nouveau Parti anticapitaliste (NPA) d'Olivier Besancenot, 48 heures après la dissolution de la Ligue communiste révolutionnaire (LCR). Les principes fondateurs du parti ont été votés par 91 % des délégués et les statuts ont aussi été adoptés. Le vote du texte très attendu sur les élections européennes de juin, qui devrait poser le principe d'une unité à gauche « qui ne soit pas un cartel électoral sans lendemain », a été repoussé à dimanche[14].

Affaires diverses
- L'ancien porte-avions français Clemenceau, ex-fleuron de la marine française, rebaptisé « coque Q790 », est arrivé dans le port de Hartlepool (Nord-Est de l'Angleterre) et est entré dans le bassin de cale sèche du chantier naval de la société Able UK, centre de récupération et de recyclage environnemental de Teesside (en), où il doit être désamianté et démantelé. Désarmé en 1997, il a été en service actif pendant 36 ans. Sa coque contient environ 700 tonnes d'amiante, une cargaison toxique qui lui avait valu plusieurs années de péripéties diplomatico-judiciaires, un périple de 18 000 kilomètres vers l'Inde, un assaut de militants de Greenpeace et trois années parqué dans un coin du port militaire de Brest.

- Mise à jour dans l'Aude d'une vaste affaire de trafic d'alcool portant sur plusieurs centaines de milliers d'hectolitres de vin de pays d'Oc du Languedoc-Roussillon vendus frauduleusement aux États-Unis ces dernières années sous l'appellation de cépage Pinot et impliquant une dizaine de viticulteurs, de caves coopératives et de sociétés, sur l'Aude et l'Hérault.

- Deux députés du Nord dénoncent les propos prêtés à un haut magistrat, Didier Beauvais, à l'occasion de l'audience disciplinaire du juge Fabrice Burgaud. Didier Beauvais, ancien président de la chambre de l'instruction à Douai au moment où Fabrice Burgaud officiait dans l'affaire d'Outreau et aujourd'hui conseiller à la Cour de cassation, avait évoqué mardi, à l'audience, d'autres procédures judiciaires liées à des affaires de mœurs. À cette occasion, il a cité des exemples, notamment des « soirées bières » et de « jeu de l'oie », où le gagnant viole un enfant. Selon le quotidien La Voix du Nord du 3 février, il aurait dit à ses pairs : « Nous connaissions ces soirées habituelles, à Boulogne ou à Avesnes-sur-Helpe. Des soirées-bières où on invite les voisins, on boit beaucoup, on joue aux cartes ou au jeu de l'oie, et où le gagnant peut choisir une petite fille, avec l'accord des parents », ce qu'il niera le 9 février.

- Quarante-quatre personnes ont été intoxiquées au monoxyde de carbone dans un restaurant de spécialités savoyardes du centre ville de Poitiers. L'intoxication est due à la combustion de charbon de bois utilisé pour la préparation des spécialités. Selon la préfecture, il s'agit pour ce restaurant du deuxième problème sérieux en quinze jours.

### Dimanche8 février 2009
Politique
- Opposition : 
  - Daniel Cohn-Bendit déclare au sujet du Nouveau Parti anticapitaliste d'Olivier Besancenot : « Il ne me fait pas rêver moi ! [...] Je crois qu'il faut avoir une critique radicale de notre mode de vie. C'est pour ça qu'Europe Écologie se dit radicalement pour la transformation de notre mode de production, de notre mode de protection sociale mais en même temps, je crois qu'il faut avoir une pratique quotidienne réformiste [...] On n'a pas le temps d'attendre le soulèvement des masses. On n'a pas le temps d'attendre des lendemains qui chantent, le grand soir qui n'arrivera pas [...] entre-temps on ne fait pas ce qu'on doit faire ».
  - Le président du MoDem, François Bayrou qualifie très négativement le projet de réintégration de la France dans le commandement de l'Otan, défendu par le président Nicolas Sarkozy, demandant que le choix qui avait été fait par le général de Gaulle de quitter en 1966 la structure militaire intégrée de l'Alliance atlantique « ne soit pas bradé, pas jeté aux orties » jugeant qu'une réintégration serait « un aller sans retour [...] parce qu'il n'est pas imaginable qu'un grand pays comme le nôtre, à chaque alternance, entre et sorte du commandement intégré [...] nous lâchons la proie pour l'ombre [...] En nous alignant, nous abandonnons un élément de notre identité dans le concert des nations, y compris dans le concert des nations européennes [...] C'est une défaite pour la France [...] c'est une défaite pour l'Europe [...] Nous abandonnons une part de notre héritage, et nous l'abandonnons pour rien ».
  - Le président du Front national, Jean-Marie Le Pen (80 ans), à Marseille, estime que l'effet de la crise dans l'opinion lui permettra de réaliser un score d'au moins 10 % aux prochaines européennes pour lesquels il mène la liste de son parti dans le Sud-Est. Il annonce aussi qu'il sera tête de liste de son parti aux élections régionales de 2010 en Provence-Alpes-Côte d'Azur, alors qu'il avait été déclaré inéligible aux régionales de 2004 faute d'inscription au rôle des contributions directes sur la région : « Les sondages donnaient le PS, l'UMP et le Front national à égalité [...], j'ai été victime d'une manœuvre politique : privé de sa tête de liste le FN avait fait un moins bon score qu'attendu [...] Il est raisonnable de penser que ce sont mes dernières élections, sauf circonstances extraordinaires [...] on va avoir des résultats qui vont en surprendre plus d'un "pronostiquant " un recul de l'UMP et une montée des oppositions et singulièrement du FN [...] Aux élections européennes on a toujours fait 10 à 11 %, on sera dans ces eaux-là, plus peut être compte tenu de la crise et de l'impact qu'elle va avoir sur l'opinion [...] Plus Sarkozy ira vers la gauche, plus il libérera l'espace de droite qu'il avait indûment occupé pendant la campagne électorale de 2007 [...] La crise va être un révélateur [...] Le FN a connu un échec relatif à la présidentielle et très sévère aux législatives mais j'ai connu le PS à 5 % ». Lors de la conférence de presse il a aussi affirmé que le maire UMP, Jean-Claude Gaudin, « prétend qu'il y a 300 000 musulmans à Marseille, le jour où ils seront 800 000 le maire ne s'appellera plus Gaudin mais peut-être Ben Gaudin [...] L'immigration de masse tend à prendre l'allure d'une véritable colonisation ».

Affaires diverses
- Lors d'une vente aux enchères à Paris organisée par Artcurial, la proue avant (le nez) du mythique paquebot France devenu ensuite le Norway a été adjugé pour 273 200 euros (avec les frais), soit environ deux fois et demie son estimation. La pièce de quatre tonnes, haute de 4,5 mètres avec son support, clou de la première journée de vente, a été acquise par un enchérisseur, représentant une société immobilière qui a un projet immobilier à Deauville. Le total des enchères de la première journée a atteint un peu plus de 8 000 000 (avec les frais) pour « la presque-totalité »" des 150 lots présentés[15],[16].
- Les judokas français ont réalisé de bons résultats lors du tournoi international de Paris, premier Grand Chelem du nouveau circuit professionnel de judo, avec 5 médailles d'or (Matthieu Dafreville, Dimitri Dragin, Lucie Décosse, Céline Lebrun et Teddy Riner), 5 médailles d'argent (Benjamin Darbelet, Frédérique Jossinet, Audrey La Rizza, Marie Pasquet et Morgane Ribout) et 5 médailles de bronze (Gilles Bonhomme, Axel Clerget, Aurore Climence, Barbara Harel et Pierre-Alexandre Robin).
- Le trader Jérôme Kerviel, mis en examen dans l'affaire des pertes boursières (4,9 milliards d'euros) de la Société générale, s'explique dans un entretien télévisé : « Mon père m'a transmis quelque chose qui est son nom de famille. Il a été sali pendant un an et je me battrai jusqu'au bout pour que la vérité soit faite [...] Ma vérité c'est : j'ai fait cela, mais si j'ai pu le faire, c'est qu'on m'a laissé faire [...] J'ai déjà un problème sur ce montant. Aucune preuve n'a été apportée que ce chiffre correspond à ce qui a été perdu sur mes positions. C'est que les dires de la Société Générale qui valident ce chiffre [...] Au début de l'affaire, lors de ma garde à vue, j'ai reconnu mes erreurs. Depuis, je n'ai pas changé de version des faits. Je pensais sincèrement qu'en expliquant à la brigade financière et au juge d'instruction où aller chercher, je pensais qu'ils iraient pour faire la vérité [...] je me suis rendu compte qu'ils n'avaient pas envie d'y aller. Et à un certain stade, je me suis dit : je suis en train de sauver ma peau »[17].
- Un prêtre lillois âgé de 38 ans, suspecté de pédomanie, est mis en examen et placé en détention provisoire à Douai (Nord). Des éléments à caractère pédopornographique ont été retrouvés à son domicile.

### Lundi9 février 2009
Politique
- 90 élus UMP et Nouveau centre déposent un amendement au projet de loi sur l'hôpital visant à assouplir la loi Évin afin que tous les articles de presse traitant de boissons alcoolisées ne soient pas considérés comme de la propagande ou de la publicité : « Les articles de presse traitant d'une activité ou d'un produit qui rappellent une boisson alcoolique ne sont ni propagande ni publicité, à condition qu'ils ne fassent l'objet d'aucun paiement ou contrepartie financière et n'incitent directement à l'abus d'alcool [...] La législation actuelle ne permet plus aux médias d'aborder la production d'un vin ou d'un champagne sans être taxés de faire de la publicité indirecte, la loi Evin ne permet pas de distinguer entre publicité et information ».

Économie
- L'État va prêter 6 milliards d'euros à Renault et PSA Peugeot Citroën, une somme répartie à parité entre les deux constructeurs automobiles français, dans le cas de son plan d'aide au secteur. Les deux constructeurs doivent s'engager, en contrepartie de cette aide, à freiner les délocalisations, modérer la distribution des dividendes mais aussi contribuer à éviter les plans sociaux chez les fournisseurs.
- La maison d'éditions britannique Phaidon annonce le rachat des Cahiers du cinéma au groupe Le Monde qui désirait s'en séparer dans le cadre de son plan d'économies car habituellement déficitaire. La Société civile des amis des Cahiers du Cinéma, qui regroupe des rédacteurs de presse, des réalisateurs, et des personnalités du monde du cinéma et de la culture, continuera d'en détenir une part minoritaire. Phaidon, basée à Londres, est spécialisée dans l'édition d'ouvrages sur l'art, la photographie, l'architecture, le design, les arts décoratifs et les arts du spectacle. Son catalogue publié en six langues couvre aussi d'autres thèmes comme le voyage, la cuisine et les livres jeunesse.
- Selon l'Autorité de régulation des télécoms (Arcep), plus de 58 millions des Français sont clients de la téléphonie mobile, fin décembre 2008, soit un taux de pénétration de 91,3 %, étaient clients à la téléphonie mobile, dont : 39,2 millions abonnés, 18,8 millions utilisateurs d'une carte prépayée, 49,2 millions de clients particuliers et 986 000 utilisaient une clé 3G qui permet d'accéder à internet sur un ordinateur.

Affaires diverses
- Une nouvelle tempête hivernale s'abat sur une large moitié nord du pays. Avec des rafales atteignant jusqu'à 140 km/h sur une partie du littoral atlantique, la tempête Quinten provoque cependant des dégâts limités.
- Ouverture du procès en appel d'Yvan Colonna, accusé d'avoir assassiné le préfet Claude Érignac le 6 février 1998 à Ajaccio, de trois balles tirées à bout touchant, alors qu'il venait de garer son véhicule et qu'il se dirigeait à pied vers le théâtre du Kalliste. Le berger de Cargèse, condamné le 13 décembre 2007 à la réclusion criminelle à perpétuité par la cour d'assises de Paris spécialement composée de magistrats professionnels, encourt une nouvelle fois la peine la plus lourde. Le procès devrait se clore le 13 mars[18].
- Le secrétaire d'État, Bernard Laporte, est visé par une plainte pour abus de confiance. La société dont Bernard Laporte est actionnaire, est soupçonnée d'avoir reçu plus d'un million d'euros de la part d'un constructeur ayant abandonné en cours de construction deux immeubles dans la station de ski de Super-Besse (Puy-de-Dôme)[19].
- La société Angenieux, filiale du groupe Thales reçoit de l'Academy of Motion Picture Arts and Sciences un « Oscar scientifique et technique » pour les « qualités optiques et mécaniques » de deux de ses objectifs « destinés à la prise d'images cinéma à l'épaule ».
- Les quelque 500 lots d'objets du France, l'ancien transatlantique et fleuron de la flotte française, ont atteint 1,186 million d'euros aux enchères publiques, organisées dimanche et lundi à Paris, soit quasiment le double des estimations.

### Mardi10 février 2009
Politique
- Gouvernement
  - Selon le rapport du groupe de travail sur la rémunération des opérateurs de marché, la rémunération des contrôleurs dans les banques françaises doit être revalorisée et indépendante des performances des traders afin de restaurer leur influence sur ces derniers. Le manque de pouvoir des fonctions de contrôle a contribué à la crise actuelle, et a été identifié dans plusieurs rapports comme le principal facteur qui a permis l'affaire Kerviel à la Société générale. Le rapport recommande que leur système de rémunération soit « basé sur des objectifs propres et, en aucun cas, directement sur les performances du front office ou les profits de l'activité contrôlée »[20].

- Parlement
  - Le Sénat adopte par 312 voix le projet de loi sur le Grenelle 1 de l'environnement — aucune voix contre et abstention du PCF. Les sénateurs ont débattu près de cinquante heures et adopté 263 amendements issus de tous les groupes politiques, sur un total de 825 déposés. Le ministre de l'Écologie, Jean-Louis Borloo estime que « la France est aujourd'hui dans un consensus républicain » pour cette « mutation aussi importante que complexe », que représente ce « pacte écologique ».

- Opposition
  - Ségolène Royal estime dans une interview sur RMC, que la crise sociale dans les Antilles est « peut-être le signe avant-coureur de ce qui peut se passer » en métropole. Au sujet de Nicolas Sarkozy, elle estime qu'il a « beaucoup de talent oratoire » et peut « mentir avec une telle mauvaise foi » qu'il serait capable de « vendre des frigidaires aux esquimaux ».
  - Selon le vice-président du groupe PS à l'Assemblée nationale, François Brottes, la suppression de la taxe professionnelle, annoncée par le président de la République pour 2010, est une « mesure anti-relance » car « tous les élus que nous avons vus ce week-end nous ont dit qu'ils n'allaient pas engager les travaux prévus car ils n'ont pas de sécurité et vont bloquer des chantiers alors qu'il est nécessaire de relancer travaux et infrastructures ».
  - Le secrétaire général de la CFDT, François Chérèque, souhaite la création par l'État d'un « fonds d'investissement social » de cinq à dix milliards d'euros permettant aux personnes privées d'emploi par la crise de se former en échange d'un revenu. Ce fonds « doit être au même niveau » que ce qui est fait « pour la relance par les grands travaux », ce qui « veut dire entre cinq et dix milliards d'euros ». Pour le financer, le dirigeant syndical propose de « supprimer le bouclier fiscal » et le dispositif fiscal en faveur des « heures supplémentaires », car « en période de crise, il est quand même aberrant de faire effectuer des heures supplémentaires à certains alors que d'autres ont des problèmes d'emploi ».

- Divers : Lancement du nouveau site Internet d'information « Slate.fr », déclinaison française en version publique du site américain d'analyses et de commentaires en ligne « Slate.com », a été lancé en version publique. À l'origine du projet, l'ancien président du Monde, Jean-Marie Colombani, avec une équipe permanente initiale de « sept à huit personnes ».

Économie
- Le PDG de PSA Peugeot Citroën, Christian Streiff qualifie d'« équilibré » le plan d'aide à l'industrie automobile de 6,5 milliards d'euros, assurant que « l'industrie automobile n'a pas fauté. Nous avons fait notre métier », accusant les banques de ne pas faire « leur travail de prêteur » : « si le système bancaire fonctionnait un tout petit peu, nous n'aurions rien demandé à l'État ».
- Le fournisseur alternatif d'énergie Poweo revendique plus de 300 000 clients en France, sur un total de 29,4 millions pour l'électricité et 11 millions pour le gaz. Il a accusé une perte nette groupe de 18,8 millions d'euros au premier semestre 2008.

Affaires diverses
- Cinq personnes présumées liées à l'ETA sont placées en garde à vue à Bayonne dans le cadre d'une enquête relative au financement de cafés et bars au Pays basque français, susceptible d'être en lien avec l'ETA via le mouvement Batasuna. Trois autres personnes sont convoquées.
- Le prêtre lillois mis en examen et écroué pour pédomanie, après avoir été dénoncé par un adolescent de 13 ans, a reconnu avoir déjà eu plusieurs relations sexuelles avec des mineurs. Il a été mis en examen pour viols aggravés, corruption et soustraction de mineurs.

### Mercredi11 février 2009
Politique
- Gouvernement
  - Le nouveau ministre de l'immigration, Éric Besson, est en visite en Angleterre, afin d'évoquer la sécurité de la région de Calais, plaque tournante des immigrés illégaux tentant de se rendre en Angleterre, mais aussi pour voir comment se pratiquent au Royaume-Uni les tests ADN.
  - Le Sénat vote une proposition de loi du groupe socialiste visant à supprimer les conditions de nationalité restreignant l'accès des étrangers à certaines professions. Cette proposition de loi supprime les dispositions réservant aux nationaux français et ressortissants communautaires l'exercice de huit professions réglementées : médecins, chirurgiens-dentistes, sages-femmes, pharmaciens, vétérinaires, architectes, expert-comptables, géomètres-experts.
  - Selon un avis de l'Agence française de sécurité sanitaire des aliments (Afssa), le maïs OGN MON 810 ne présenterait pas de danger pour la santé humaine, ce qui lance la polémique. Le ministère de l'écologie assure que cet avis de l'Afssa, « qui ne concerne que des sujets sanitaires », ne remet pas en cause la clause de sauvegarde suspendant la culture du maïs OGM en France, prise « sur des fondements environnementaux ». Jean-Louis Borloo doit défendre cette clause, le 16 février prochain, devant la Commission européenne.
  - L'ancien Premier ministre Édouard Balladur propose d'« isoler dans une caisse d'amortissement » la partie de la dette publique résultant des plans de relance : « L'endettement excessif est un risque pour les États, qui vont payer plus cher leurs emprunts, et il empêche l'indispensable retour de la confiance, sans laquelle la crise ne sera pas surmontée [...] Pour apaiser cette inquiétude, il serait souhaitable d'isoler dans une caisse d'amortissement la partie de la dette née du déficit résultant des plans de relance [...] On ferait ainsi la différence entre dette ordinaire et dette exceptionnelle. Pour rembourser cette dette exceptionnelle, des recettes particulières seraient affectées à cette caisse [...] Lesquelles ? Un impôt actuellement exigible avant sa suppression future ? Tel ou tel actif cessible dans un délai donné ? Les titres de créances cédés par les banques à l'État en contrepartie de l'aide qui leur est apportée ? ».

- Opposition
  - La Cour d'appel de Versailles condamne le Front national à rembourser plus de 6,3 millions d'euros de dettes, majorées de près de 600 000 euros d'intérêts, au député européen Fernand Le Rachinel. Cet imprimeur, qui était l'un des principaux bailleurs de fonds du FN, avait assigné le parti en redressement judiciaire afin d'obtenir le remboursement des créances liées aux élections législatives de mai 2007.
  - Les syndicats de la fonction publique — CGT, CFDT, CFTC, CFE-CGC, FO, FSU, Solidaires et Unsa — appellent les 5,2 millions de fonctionnaires à se joindre à la nouvelle journée d'action nationale du 19 mars lancée par les huit confédérations pour faire suite à la mobilisation du 29 janvier, estimant que les réponses apportées par le président de la République à leurs revendications « restent loin des attentes et des exigences portées par la mobilisation du 29 janvier ». Les syndicats demandent notamment un « moratoire » des 30 000 suppressions d'emplois prévues en 2009 dans le cadre de la réforme de l'État (RGPP) et une revalorisation « significative » du point d'indice, base de calcul des salaires des fonctionnaires.

Économie
- Les 3 Suisses, no 2 français de la vente à distance, annonce la suppression de 674 postes sur 3 000 que compte l'entreprise en France, à l'issue d'un comité d'entreprise extraordinaire qui s'est tenu à Croix. 354 sont liés à la fermeture des cinq centres d'appel de Lyon, Marseille, Nancy, Nantes et Rouen.
- Le président français Nicolas Sarkozy affirme que le plan de soutien de plusieurs milliards d'euros au secteur automobile en France, en échange de la promesse par les constructeurs de ne pas délocaliser, n'était « en rien protectionniste » : « Un million de voitures [françaises] ont été construites ailleurs qu'en France en trois ans [...] Je n'ai pas entendu beaucoup de personnes qui nous en félicitaient lorsque ça "partait chez eux" [...] il n'est donc pas absolument anormal que nous souhaitions, avec l'ensemble des contribuables, faire fabriquer les nouveaux moteurs dans les usines en France. Il n'y a là rien de protectionniste du tout [...] S'agissant de l'emploi dans l'industrie automobile, c'est ma responsabilité de préserver l'emploi en France. Ce plan automobile sert bien à nos voisins européens parce que si on n'avait pas engagé ce qu'on a engagé au service de PSA et de Renault, c'est leurs implantations partout en Europe qui s'en trouveraient menacées [...] Si d'autres pays européens veulent participer au financement des plans pour sauver des constructeurs français qui travaillent en Europe, naturellement, nous les accepterons bien volontiers ».
- Les premières étapes de la réforme de France Télévisions et de sa transformation en entreprise unique, prévue dans la loi sur l'audiovisuel public, ont été présentées à 600 cadres du groupe par son président, Patrick de Carolis. Sept « grands domaines d'activités doivent être structurés, organisés pour fonctionner en commun » : les antennes et leurs programmes, les moyens des antennes, les réseaux régionaux, la fabrication et la technologie, le marketing et la communication, les fonctions de gestion, les fonctions commerciales. Sept directeurs de projet sont chargés de faire des propositions d'organisation détaillée de fonctionnement, de calendrier, et de suggérer les possibilités de synergies et donc d'économies.
- L'association UFC-Que Choisir réclame une réforme législative contre l'abus du crédit revolving qui est une forme de crédit à la consommation. Souvent accompagné d'une carte, il permet de disposer d'une réserve d'argent qui se renouvelle, dans la limite d'un plafond fixé, au fil des remboursements. L'association demande notamment au sujet du crédit revolving « l'interdiction du démarchage, clarté et lisibilité des contrats, une obligation pour les conseillers de vérifier la solvabilité de l'emprunteur, l'interdiction du crédit sur les lieux de vente ».

Affaires diverses
- Dans le cadre du procès de l'Angolagate à Paris, mettant en cause 42 personnes, dont des personnalités politiques françaises, dans le cadre d'un commerce d'armes orchestré dans les années 1990 par les hommes d'affaires Pierre Falcone et Arcadi Gaydamak vers l'Angola, en pleine guerre civile, le procureur accuse l'État français d'avoir pratiqué une politique du « laisser faire » à l'égard du « trafic » d'armes de guerre vers l'Angola dans les années 1990 : « Les raisons véritables de ce laisser-faire sont à chercher dans les intérêts économiques et stratégiques qui apparaissent en filigrane [...] rien ne se passe, aucune dénonciation n'intervient [...] puisque le ministère de la Défense ne portera plainte qu'en 2001, après avoir été saisi par le juge d'instruction ». Le procureur a aussi rappelé qu'à la même époque, des articles de presse ou une note des services de renseignement alertaient sur ce « trafic illicite » et a souligné que plusieurs des 42 prévenus ont assuré à maintes reprises durant les quatre mois d'audience que « tout le monde » était au courant de ce commerce[21],[22].
- Les policiers parisiens ont interpellé dans le XIXe arrondissement cinq personnes âgées de 16 à 55 ans et saisi 1,3 tonne de résine de cannabis ainsi que près de 200 000 euros. Cinq autres membres de ce réseau avaient été arrêtés fin 2007. Une Porsche Cayenne servait aux déplacements des chefs du réseau et également de lieu pour les transactions.

### Jeudi12 février 2009
Politique
- Opposition :
  - José Bové estimé que l'avis secret de l'AFSSA annoncé la veille par Le Figaro « ne va rien changer car l'AFSSA a toujours défendu les OGM ». Ce rapport déclare que la consommation du maïs transgénique MON 810, dont la culture est interdite en France, ne présente pas de risque pour l'homme.

- Le principal syndicat de médecins libéraux, la CSMF, a exprimé jeudi ses « réserves » après la suppression votée la veille par le Sénat des conditions de nationalité pour exercer la médecine libérale en France, déplorant notamment un contournement du numerus clausus : « Nous avons des réserves sur cette disposition, qui ne sont bien entendu pas de nature raciste ou xénophobe [...] À la différence des étudiants français, les étudiants étrangers hors Union européenne venant étudier en France ne sont pas soumis au numerus clausus mais à un quota fixé dans chaque université [...] Ils obtiennent donc finalement un diplôme d'université, et non pas d'État, qui les autorise à exercer dans leur pays mais normalement pas en France », jugeant que la suppression de la condition de nationalité allait leur permettre désormais de s'installer en France en contournant la sélection du numerus clausus. La CSMF s'est dite par ailleurs inquiète pour « les pays qui envoient leurs ressortissants étudier la médecine en France » en espérant qu'ils reviennent l'exercer.
- Le semencier américain Monsanto s'est déclaré « pas surpris » par l'avis de l'AFSSA selon lequel la culture de son maïs OGM ne présente aucun danger sanitaire : « Nous ne sommes pas surpris par cet avis confirmant une trentaine d'expertises scientifiques [...] Les conclusions, en France ou dans le monde, vont toujours et encore dans le même sens [...] les variétés de maïs contenant MON810 sont sûres pour le consommateur et l'environnement La France pénalise sérieusement les agriculteurs français, qui n'ont pas le choix d'accéder aux bénéfices techniques, économiques et environnementaux qu'apporte cette technologie [...] Les consommateurs français pourraient ne jamais avoir l'opportunité de constater par eux-mêmes les nombreux bénéfices pour la qualité nutritionnelle et l'environnement qu'autorisent les biotechnologies végétales ».

Économie
- Globalement, les prix des produits de grande consommation ont augmenté de 2 % par rapport à janvier 2008[23]. La hausse atteint 11,2 % pour le riz, 10,8 % pour les pâtes, 8,4 % pour l'huile, 8,1 % pour le vin de table, 5,7 % pour la farine et 5,0 % pour le lait en poudre. Ces augmentations se poursuivent alors que les matières premières agricoles baissent depuis l'été 2008 et que le contexte, avec la réforme du cadre législatif en vigueur depuis janvier, est censé entraîner une baisse des prix à la consommation. Selon la société d'études économiques Asterès, la baisse du prix des matières premières commence à peine à se répercuter sur les prix à la consommation et il faut s'attendre à une déflation dans les prochains mois.
- Le groupe Électricité de France (EDF) annonce un bénéfice net 2008 de 3,4 milliards d'euros, en baisse de 39,48 % sur 2007, intégrant 908 millions d'euros d'éléments non récurrents négatifs — prolongation du TaRTAM (tarif réglementé et transitoire d'ajustement au marché). Un « nouveau programme de cessions de plus de 5 milliards d'euros » est prêt à être réalisé. En 2009, EDF veut privilégier « la croissance organique par l'investissement, notamment en France, l'amélioration de la performance opérationnelle, l'intégration des sociétés nouvellement acquises et le renforcement de notre structure financière ».
- Le groupe automobile Renault annonce un bénéfice net 2008 en baisse de 78 % à 599 millions d'euros, contre 2,734 milliards en 2007. Le chiffre d'affaires 2008 est de 37,791 milliards € en repli.
- Le groupe de distribution de matériel électrique Rexel annonce une hausse de 61 % de son bénéfice net 2008 à 230 millions d'euros. L'année a été marquée par l'acquisition de l'allemand Hagemeyer fin mars. Le groupe a enregistré au 4e trimestre une charge exceptionnelle de 125 millions €. Le chiffre d'affaires 2008 a progressé de 20,2 % à 12,86 milliards d'euros. Pénalisé par le ralentissement économique mondial, Rexel s'attend « à un recul sensible des ventes en 2009, reflétant l'effet cumulé de volumes en retrait et de la baisse du prix du cuivre ». Le groupe veut surtout « protéger les marges » et continuer à se désendetter à travers son nouveau plan d'économie d'au moins 110 millions €.
- Le groupe de conseil et services informatiques Capgemini annonce un chiffre d'affaires 2008 à 8,71 milliards d'euros, stable par rapport à 2007. La marge opérationnelle s'est établie à 8,5 % contre 7,4 % en 2007. Le bénéfice net s'est élevé à 451 millions € en hausse de 2,5 %.
- Selon le Comité Francéclat (Comité professionnel de développement de l'horlogerie, de la bijouterie, de la joaillerie, de l'orfèvrerie et des arts de la table), les Français ont acheté un peu moins de bijoux et de montres en 2008, dans un marché de l'horlogerie-bijouterie globalement en recul après deux années de progression et en pleine crise économique. Au total, la valeur des ventes de bijoux, précieux ou fantaisie, et de montres et réveils a baissé de 2 % par rapport à 2007, à 5,3 milliards d'euros, ont précisé les professionnels. Ce repli intervient en pleine crise économique, mais aussi après deux années de croissance: le marché avait progressé de 5 % en 2007 et 2 % en 2006.
- La branche Voyageurs France Europe de la SNCF affiche une croissance de 9 % de son trafic voyageurs en 2008 à 128 millions de passagers. L'augmentation du prix de pétrole aurait entraîné un report de l'avion vers le train[24].

Affaires diverses
- Selon la Fédération nationale des collectivités concédantes et régies (FNCCR), les tempêtes et les chutes de neige de ces dernières semaines ont révélé la fragilité du réseau de distribution d'électricité de 1,2 million de kilomètres. Faute d'investissements suffisants, le réseau de distribution d'électricité s'est dégradé en de nombreux points du territoire — et la qualité de la fourniture de courant avec lui.
- Un pakistanais est condamné à vingt ans de prison pour avoir tenté d'immoler par le feu à Neuilly-sur-Marne une jeune fille de qui avait décidé de rompre avec lui et refusait de l'épouser. Soutenue par l'association Ni putes ni soumises, sa victime grièvement brûlée en novembre 2005 et souffrant de graves séquelles physiques et psychologiques, déclare vouloir « servir d'exemple » pour combattre les violences faites aux femmes[25].
- Mort du philosophe universitaire Georges Labica (78 ans), spécialiste de l'histoire de la théorie marxiste, décédé d'une hémorragie cérébrale. Il a enseigné la philosophie politique et a rédigé de nombreux ouvrages.

### Vendredi13 février 2009
Politique
- Le président Nicolas Sarkozy annonce la création d'un Conseil interministériel de l'Outre-mer en réponse à la crise sociale en Guadeloupe et en Martinique. Ce conseil sera chargé de « faire des propositions sur la rénovation de la politique menée par l'État outre-mer ».
- La secrétaire nationale des Verts, Cécile Duflot, estime que « dans un monde où les ressources sont de plus en plus limitées, ou la crise environnementale menace, il est urgent de mieux partager ressources, revenus et travail [...] Il faut changer de modèle, de chemin ». Selon elle, la baisse du PIB « n'est pas due uniquement à la crise économique et financière [...] La réformite aiguë, incontrôlée du gouvernement, et les mesures électoralistes ont préparé la catastrophe, l'incompétence et l'aveuglement n'ont fait qu'aggraver la situation [...] Les nombreux cadeaux fiscaux ont creusé les inégalités dans notre pays [...] avec comme résultat l'explosion du chômage et de la précarité ».

Économie
- L'équipementier automobile Valeo annonce une perte nette 2008 de 207 millions d'euros, contre un bénéfice net de 81 millions € en 2007.
- Le groupe de pneumatiques Michelin annonce un bénéfice net 2008 à 357 millions d'euros en baisse de 53,8 %. Son bénéfice opérationnel avant éléments non récurrents est en baisse de 44,1 % à 920 millions d'euros.
- Le groupe volailler Duc annonce un chiffre d'affaires 2008 en hausse à 202,72 millions d'euros (+25,37 %), grâce principalement à trois acquisitions de sociétés. Cependant, « la flambée des matières premières, la baisse de la consommation des ménages (-4 % par rapport à 2007), [...] ainsi qu'un climat économique morose ont impacté fortement la société au niveau de ses marges ».
- Le groupe Milan Presse, groupe Bayard, annonce une perte 2008 de 2,5 millions d'euros et un plan de suppressions de 45 postes avec l'arrêt de quatre hebdomadaires. Le groupe continue de publier, entre autres : Toboggan, Picoti, Toupie, Wakou, J'apprends à lire, Wapiti, Julie, Géo Ado, ainsi qu'Alpes Magazine, Bretagne Magazine, Méditerranée Magazine, Pays basque Magazine, Pyrénées Magazine et Terre Sauvage.

Affaires diverses
- Selon l'Union internationale pour la conservation de la nature, une espèce de mammifère sur dix est menacée de disparition en France métropolitaine. Onze espèces de mammifères, dont des chauves-souris, des cétacés et d'autres mammifères marins sur 119, sont menacées, selon une liste rouge réalisée par le comité français de l'UICN et le Muséum d'histoire naturelle. Cependant, malgré la situation encore préoccupante de plusieurs espèces, le résultat de ces dernières évaluations montre que les actions de conservation entreprises pour les mammifères sur le territoire métropolitain « portent leurs fruits ».

### Samedi14 février 2009
Politique
- Le secrétaire d'État chargé de l'Outre-Mer, Yves Jégo, entame à Paris une série de consultations visant « à approfondir les deux sujets de fond des conflits ouverts en Martinique et en Guadeloupe ». Il doit recevoir Bruno Lasserre, président de l'autorité de la concurrence, « afin de solliciter cette instance pour travailler sans tarder sur les sujets faisant grief comme celui du prix du carburants », puis il recevra la Fédération des entreprises d'outre-mer (FEDOM), le président de la CGPME, le MEDEF et les représentants des chambres consulaires afin de travailler la modification des paramètres de la future LODEOM (loi pour le développement économique de l'Outre-Mer). Il doit aussi solliciter les avis de la grande distribution, des transporteurs, des grossistes et des professionnels de l'import-export pour évoquer les circuits de distribution des produits de vie courante vendus outre-mer. Il recevra aussi les représentants des banques, l'ARCEP, les opérateurs télécoms et l'intergroupe des parlementaires de l'outre-mer.
- Le président du FN, Jean-Marie Le Pen, estime que Nicolas Sarkozy « dérive à gauche » : « Il a enfilé les bottes de Chirac. Il va diriger à gauche en essayant de conquérir par le charme ce qu'il ne peut plus obtenir par l'autorité [...] À l'arrivée, ce sera évidemment l'échec ». Il confirme également qu'il ne sera pas candidat à l'élection présidentielle en 2012, « sauf circonstances exceptionnelles ».

Économie
- Selon Mediapart, les Caisses d'épargne, les Banques populaires et leur filiale commune, Natixis, seraient sur le point d'annoncer des pertes « historiques ». 2 milliards d'euros pour les Caisses d'épargne, 300 millions € pour les Banques populaires et 2,5 à 3 milliards € pour Natixis.

Affaires diverses
- Le producteur et réalisateur Luc Besson appelle à sanctionner l'ensemble de la chaîne économique du piratage sur internet, accusant de « grandes entreprises françaises » d'en retirer des intérêts financiers. Le réalisateur salue les avancées du projet de loi sur le piratage, qui doit être examiné début mars à l'Assemblée nationale et qui instaure une riposte graduée envers les internautes, mais juge que ces derniers « ne sont pas les seuls responsables » : « Une économie du piratage se développe sur la Toile en toute impunité [...] de grandes entreprises françaises sont impliquées à tous les niveaux de la chaîne de valeur et tirent un intérêt financier d'une activité illégale [...] Elles sont complices d'un délit, donc coupables, et doivent, dans un État de droit comme le nôtre, être condamnées et sanctionnées ».

### Dimanche15 février 2009
Politique
- Le président du FN, Jean-Marie Le Pen, interrogé sur son choix à l'élection présidentielle de 2012, déclare que face à ce « cruel dilemme » – choisir entre Nicolas Sarkozy et Martine Aubry –- « si je ne peux pas faire autrement, je ne sais pas si je n'essaierais pas Mme Aubry ». Il exclut pour sa part de se présenter à la prochaine présidentielle, « sauf circontances exceptionnelles ». Cependant « si une campagne électorale devait avoir lieu très vite, seul un homme d'expérience pourrait y aller. Et dans ce cas seul, j'irais [...] J'ai toujours détesté le mot retraite ».

### Lundi16 février 2009
Politique
- La ministre de l'Intérieur, Michèle Alliot-Marie, prévoit le triplement des caméras sur la voie publique d'ici à fin 2009, passant de 20 000 actuellement à 60 000 déclarent avoir signé un décret le 22 janvier qui « facilite et raccourcit la procédure permettant d'accéder à de tels équipements ». Elle annonce aussi le redéploiement de 4 000 policiers dans les quartiers sensibles, notamment en banlieue parisienne, avec la mise en place des nouvelles Unités territoriales de quartier et des compagnies de sécurisation, qui se poursuivra jusqu'à fin 2011.
- L'assemblée du contentieux du Conseil d'État affirme pour la première fois et d'une façon aussi solennelle, la responsabilité de l'État français dans les déportations pendant la seconde guerre mondiale. Il estime toutefois que les différentes mesures prises depuis, tant sur le plan indemnitaire que symbolique, « ont réparé, autant qu'il était possible, l'ensemble des préjudices ».

Économie
- L'Oréal, no 1 mondial des cosmétiques, annonce une chute de 26,6 % de son bénéfice net 2008 (1,948 milliard d'euros) par rapport à une année 2007 gonflée par une plus-value de cession, mais une croissance de ses ventes de 2,8 % à 17,54 milliards € et de son bénéfice par action légèrement en dessous de ses objectifs.

Affaires diverses
- Bénéficiant avec 26 autres détenus d'une remise de peine présidentielle de six mois, l'ancien préfet du Var Jean-Charles Marchiani (65 ans) est libéré de prison sous liberté conditionnelle. Artisan de la libération des otages du Liban en 1988, il purgeait une peine de trois ans depuis mai 2008 pour avoir perçu des commissions occultes dans le cadre de passations de marché à la fin des années 1990.

- L'avocat des familles des marins du Bugaled Breizh, Christian Bergot, estime que la marine française est prise en « flagrant délit de mensonge », après que le ministère de la Défense eut reconnu une récente collision entre deux sous-marins français et britannique, alors qu'il avait affirmé dans un premier temps, le 6 février, que le sous-marin nucléaire lanceur d'engins (SNLE) Triomphant avait dû revenir au port après avoir heurté un objet immergé de type conteneur, jusqu'à ce que la presse britannique révèle lundi qu'il s'agissait en fait d'une collision avec un SNLE britannique, le HMS Vanguard : « Avec cette affaire du Triomphant, on se rend compte que l'on ne peut plus croire la Marine sur ses seules affirmations. Dans le procès du Bugaled, la Marine donne un certain nombre d'informations et parce que c'est la Marine, on pense que cela correspond à la vérité [...] Là, on a la preuve que l'on ne peut plus croire l'état-major de la Marine sur parole ».

- Le site « beeMotion.fr », qui permettait de voir des films en streaming (sans téléchargement) annonce avoir suspendu ses activités à la suite d'une action de son hébergeur Free, qui alerté par le cinéaste Luc Besson a demandé à beeMotion de prouver le caractère légal de ses contenus. En réponse, beeMotion.fr a décidé de suspendre ses activités. Les hébergeurs ne sont pas tenus de pratiquer un contrôle a priori des sites mais s'ils sont avertis d'un problème, ils se doivent de vérifier la légalité des contenus hébergés, conformément à la loi pour la Confiance en l'économie numérique (LCEN).

### Mardi17 février 2009
Politique
- La ministre de l'Économie Christine Lagarde affirme que le gouvernement, régulièrement critiqué par le PS pour l'« insuffisance » de son plan de relance, avait mis en place « un plan de 65 milliards d'euros » contre la crise, additionnant pour cela diverses mesures, comprenant « les stabilisateurs automatiques, l'effet de la taxe professionnelle, le plan de financement des petites et moyennes entreprises, le fonds stratégique d'investissement et le plan de relance « stricto sensu » de 26 milliards d'euros » : « Vous dites que l'investissement n'était pas la bonne idée. Il est curieux que le Fonds monétaire international dirigé par Dominique Strauss-Kahn, un socialiste, et l'ensemble des pays actuellement travaillant sur des plans de relance aient choisi eux aussi l'investissement ».
- Henri Guaino, conseiller spécial du président Sarkozy, juge la situation sociale en France « dangereuse » : « La crise économique génère beaucoup d'angoisses et de souffrances sociales, mais aussi un grand sentiment d'injustice parce que ceux qui souffrent ont le sentiment de payer à la place des responsables de la crise. C'est une situation dangereuse, qui offre un terreau favorable à tous les extrêmes. On sait où peut mener l'anticapitalisme extrémiste. C'est pourquoi le combat pour la moralisation du capitalisme est si important ».
- Les députés ont adopté à l'unanimité une proposition de loi qui vise à créer une allocation pour permettre à un proche d'accompagner à domicile une personne en fin de vie. Si le Sénat vote à son tour le projet de loi, une allocation de 49 euros par jour sera versée durant trois semaines maximum à toute personne cessant de travailler en vue d'accompagner, à domicile, un proche en fin de vie.
- Les UMP Jean-François Copé et Xavier Bertrand accusent Olivier Besancenot, le leader du NPA, de miser sur une contagion en métropole de la crise en Guadeloupe : « Il ne vous a pas échappé que l'extrême gauche et M. Besancenot, dont le principal objectif est de multiplier partout l'agitation, si possible violente, est dans cette démarche de multiplier les appels de cette nature en métropole ». « C'est l'extrême gauche et M. Besancenot qui semblent donner le la à toute la politique d'opposition. Il y a une sorte de surenchère, une sorte d'obsession anti-Sarkozy et c'est M. Besancenot qui en est le chef d'orchestre aujourd'hui [...] J'ai vu que certains secrétaires nationaux du Parti socialiste étaient allés aux Antilles ce week-end. Pourquoi ? Pour apaiser les choses ? Non, pour créer à nouveau de la surenchère. On n'a pas besoin de surenchère. On n'a pas besoin de politique de gesticulation en ce moment ».

Économie
- Selon le ministre du Budget, Éric Woerth, le déficit public français « dépassera forcément 4,4 % du produit intérieur brut (PIB) en 2009 » et la dernière prévision d'un déficit budgétaire de 86 milliards d'euros sera « révisée en hausse ». Le déficit de la Sécurité sociale « frôlera les 15 milliards d'euros en 2009 » en raison de « la dégradation de la conjoncture ».
- La compagnie maritime transmanche Seafrance, filiale de la SNCF, annonce la prochaine suppression de 650 emplois, parmi le « personnel navigant et sédentaire », dans le cadre d'un plan de redressement en raison de la chute de son marché en 2008.

Affaires diverses
- Un chauffeur routier britannique est interpellé, à Coquelles à l'entrée du tunnel sous la Manche, avec plus de 90 kilos de cocaïne simplement empaquetés dans des cartons posés sur la couchette du chauffeur. Son idée, était de réussir à passer grâce au flux important de véhicules.
- 21 suspects sont interpellés par les équipes de la gendarmerie, à Vitry-le-François et à Reims (Marne) mais également à Bar-le-Duc (Meuse) et Vervins (Aisne), dans le cadre de l'enquête sur un trafic de stupéfiants lié aux émeutes de Vitry-le-François (Marne) de juin 2008. « Les perquisitions effectuées dans le cadre de ces interpellations ont entraîné la saisie d'importantes sommes d'argent ainsi que des quantités non négligeables de résine de cannabis ». À la suite d'un meurtre lié à un trafic de stupéfiants le 14 juin 2008 à Vitry-le-François, d'importantes violences urbaines avaient entraîné la dégradation de commerces et de mobilier urbain.

### Mercredi18 février 2009
Politique
- Le président Nicolas Sarkozy reçoit les organisations syndicales et patronales et annonce un plan de mesures sociales de 2,6 milliards € pour les classes moyennes défavorisées, avec la suppression du deuxième tiers provisionnel de l'impôt sur le revenu pour les ménages qui figurent dans la première tranche d'imposition, et des mesures ciblées sur les Français les plus vulnérables à la crise : personnes âgées, chômeurs, jeunes et familles. Parmi les autres importantes mesures annoncées :
  - l'augmentation de l'indemnisation des salariés au chômage partiel à 75 % du salaire brut (contre 60 % actuellement),
  - la création pour deux ans (2009-2010) d'un fonds d'investissement social doté de 2,5 à 3 milliards d'euros (une idée de la CFDT),
  - une prime exceptionnelle de 500 euros aux salariés qui deviennent demandeurs d'emploi pouvant justifier de deux mois de travail,
  - la suppression d'une partie de l'impôt sur le revenu pour les personnes de la première tranche (4 millions de ménages sont concernés avec un gain moyen de 200 euros),
  - une prime de 150 euros pour 3 millions de familles bénéficiant de l'allocation de rentrée scolaire,
  - la mise en place de « bons d'achat » de services à la personne de 200 euros par foyer, pour l'aide à domicile, la garde d'enfants, le soutien scolaire ou le ménage (2 millions de personnes seraient concernés),
  - l'encadrement des bonus des patrons lorsque leurs entreprises recourent à du chômage partiel ou décident un licenciement économique,
  - l'invitation aux banques de moduler les échéances des salariés au chômage partiel pour rembourser leurs emprunts immobiliers.

- Pour les responsables politiques de gauche, l'effort consenti en faveur des ménages n'est pas à la hauteur de la crise. Les 2,6 milliards d'euros avancés sont sans commune mesure avec les aides débloquées pour les entreprises. Martine Aubry estime que « les annonces qui ont été faites ne sont pas à la hauteur des difficultés auxquelles la France et les Français sont confrontés : 2,5 milliards d'euros sont injectés dans le pouvoir d'achat alors qu'il en faudrait dix fois plus pour éviter le plongeon de l'économie française ». Benoît Hamon estime que le président fait « l'aumône aux plus fragiles ».

- Le secrétaire d'État à l'industrie, Luc Chatel confirme que la transformation du statut de La Poste s'accompagnerait d'une augmentation de capital de 2,7 milliards d'euros de son capital, souscrite à hauteur de 1,5 milliard par la Caisse des dépôts et 1,2 milliard par l'État. Il affirme que le capital de la société anonyme qui remplacera l'actuel établissement public de La Poste sera détenu à 100 % par des partenaires publics, démentant des informations parues dans le quotidien Libération.

- Parti socialiste : Rencontre au sommet entre les représentants de Martine Aubry et de Ségolène Royal. Un accord est trouvé pour une entrée dans la direction du PS des partisans de l'ex-candidate à la présidentielle à des postes qui restent encore à déterminer. Entre 6 et 10 postes de secrétaires nationaux leur seraient dévolus[26].

- Pour lutter contre l'obésité infantile, publicitaires et professionnels de l'audiovisuel signent une charte pour la promotion d'une bonne nutrition, sans limitation des publicités alimentaires destinées aux enfants, s'engageant notamment à « diffuser des programmes valorisant les bons comportements en matière de nutrition ». Mais des associations de consommateurs et plusieurs parlementaires considèrent cette charte comme une manœuvre de diversion, quelques semaines avant le vote de l'amendement 552 de la loi sur l'hôpital, qui prévoit d'interdire la diffusion de publicité concernant des aliments gras et sucrés pendant les émissions pour enfants[27].

Économie
- Selon la Fédération des exportateurs de vins et spiritueux (FEVS), la France a exporté en 2008 pour 9,31 milliards d'euros de vins et spiritueux, en légère baisse de 0,3 % par rapport au record historique de 2007. Le secteur des vins, dont le champagne, a progressé de 0,9 %, à 6,76 milliards €, tandis que celui des spiritueux a reflué de 3,5 %, à 2,55 milliards. Les principaux pays acheteurs sont les États-Unis (-12,8 %), le Royaume-Uni (-2,7 %), l'Allemagne (+8,9 %), la Belgique (-7,1 %) et le Japon (+1 %).
- La banque Société générale annonce un bénéfice 2008 à 2 milliards d'euros contre 947 millions € en 2007, année marquée par la perte exceptionnelle de 4,9 milliards € imputée aux opérations « non autorisées » de son trader Jérôme Kerviel. Cependant la banque a souffert des effets de la crise financière et de la dégradation de la conjoncture économique. Le montant de ces créances douteuses a presque triplé à 2,655 milliards €, mais même au quatrième trimestre 2008, marqué par les contrecoups violents de la faillite de Lehman Brothers, elle est restée bénéficiaire de 87 millions €.
- Le groupe d'aéronautique et de défense Safran annonce un bénéfice d'exploitation 2008 de 652 millions d'euros en baisse et un chiffre d'affaires de 10,329 milliards € (+1 %).
- L'assureur mutualiste Groupama annonce un bénéfice net 2008 en baisse de 63 % à 342 millions d'euros.
- L'enseigne d'ameublement Conforama (groupe PPR) annonce un « plan d'économies » de 50 millions d'euros pouvant entraîner la suppression d'environ 800 postes d'ici fin 2010, sur un effectif moyen de 10 000 employés.

### Jeudi19 février 2009
Politique
- Le président Nicolas Sarkozy annonce qu'« il n'y aura pas de gel sur les crédits du ministère de l'agriculture en 2010 » lors d'un discours à Daumeray (Maine-et-Loire), alors que le gouvernement avait décidé, dans le cadre de la révision générale des politiques publiques, une réduction de 300 millions d'euros par an des crédits nationaux, en contrepartie des crédits européens destinés au financement de la politique agricole commune (PAC). Ces 300 millions d'euros maintenus seront consacrés à « un soutien renforcé pour l'élevage situé en zones herbagères », à « une gestion renforcée des risques climatiques et sanitaires » et à une « revalorisation de l'indemnité compensatoire de handicap naturel, pour soutenir l'agriculture située en zone de montagne ». Le président a également annoncé qu'un projet de loi de modernisation de l'agriculture française sera déposé avant la fin 2009 pour préparer la grande réforme de la PAC prévue en 2013, afin de « tracer de nouvelles perspectives pour l'agriculture, l'alimentation et le secteur agroalimentaire français » et contribuer « à consolider sa compétitivité et à renforcer son organisation économique dans un contexte renouvelé par le bilan de santé de la politique agricole commune et la préparation de la réforme de 2013 ». Il a aussi appelé à la mise en place de « véritables outils de gouvernance » de l'agriculture mondiale afin de « remédier à l'instabilité des prix ».
- 32 000 personnes selon la police ont à nouveau manifesté dans une vingtaine de villes à l'appel de la coordination nationale des universités pour protester contre le nouveau statut des enseignants-chercheurs et les réformes de l'éducation. La mobilisation a été moins importante que la semaine dernière, compte tenu notamment des vacances scolaires.

Économie
- Le groupe audiovisuel TF1 annonce un bénéfice net 2008 à 164 millions d'euros en baisse de 28 %. Son chiffre d'affaires affiche aussi un recul de 5,3 % à 2,595 milliards €. Pour 2009, le groupe prévoit une baisse de 9 % de son chiffre d'affaires lié au « contexte économique profondément perturbé » et annonce un plan de réduction de coûts de 60 millions d'euros portant sur l'ensemble des activités du groupe.
- Selon les bilans 2008, les banques françaises (BNP Paribas, Crédit agricole et Société générale) ont réalisé en 2008 des profits cumulés de 7,5 milliards d'euros, alors que la plupart de leurs rivales sont en pertes. Le coût de la crise des subprimes en France devrait finalement se monter à près de 19 milliards d'euros ce qui reste relativement contenu. Le secteur bancaire français, plus généraliste, a plié sous le poids de la crise financière mondiale, mais il n'a pas rompu, à la différence des systèmes bancaires américain et britannique, plus spécialisés.
- De septembre 2007 à septembre 2008, les défaillances d'entreprises ont augmenté de 11,9 %. Parmi les secteurs les plus touchés, l'immobilier, les biens de consommation, les services aux particuliers, les industries agro-alimentaires et les biens intermédiaires, les services aux entreprises, le commerce de détail et la construction.
- Le groupe PPR annonce un chiffre d'affaires en hausse de 5,8 % sur un an, à 20,2 milliards d'euros et un bénéfice net stable à 875 millions €. La veille deux de ses enseignes, Conforama et la FNAC ont annoncé des « plans d'économies » portant sur une réduction d'effectifs de 800 et 400 postes.
- Selon la Banque de France, la collecte nette du Livret A a atteint 187 milliards d'euros en 2008, un niveau historique supérieur à l'ancien record, portant l'encours à 139,2 milliards d'euros fin décembre.

Affaires diverses
- Le sous-marin nucléaire lanceur d'engins (SNLE) Le Triomphant a été plus endommagé qu'annoncé par la Marine nationale après sa collision avec un SNLE britannique début février[28]. La collision a endommagé non seulement le dôme protégeant le sonar, mais également le kiosque du sous-marin et sa barre de plongée tribord, du coup, les réparations pourraient être plus longues que prévu.

### Vendredi20 février 2009
Politique
- Présentation des 10 projets pour le « Grand Paris », voir LeMonde.fr : Dix projets pour le "Grand Paris"

Économie
- Cinq millions de livrets A ont été ouverts depuis le début de l'année 2009, contre seulement 2 millions sur l'ensemble de l'année dernière[29]. Parmi les banques les plus actives, le Crédit agricole (2,6 millions de livrets A), la BNP Paribas et la Société générale (1 million chacune). Paradoxalement, ce sont les distributeurs « historiques », Banque postale et Caisses d'épargne qui en placent le moins. Par ailleurs, la collecte nette du Livret A a atteint 187 milliards d'euros en 2008, un niveau historique près de trois fois supérieur à l'ancien record, portant l'encours à 139,2 milliards d'euros fin décembre[30].
- Les prix à la consommation ont poursuivi leur baisse en janvier, reculant de 0,4 %, et ne progressent plus que de 0,7 % sur un an, l'augmentation la plus faible depuis septembre 1999.
- Quarante tonnes de coquilles Saint-Jacques de Normandie ont dû être jetées à la poubelle faute de trouver des acheteurs[31] : « Tous les stocks des transformateurs de coquilles sont pleins [...] nous ne vendons plus rien sur le marché espagnol. En France le consommateur en achète une fois et puis c'est tout, les pêcheurs normands ont décidé de ne pas aller en mer ce week-end et le week-end prochain ».

Affaires diverses
- Les quelque 200 manifestants qui occupaient l'université de la Sorbonne à Paris ont été évacués vers 1h du matin sans opposer aucune résistance.
- Un septième dealer est mis en examen dans le cadre de l'affaire de l'héroïne frelatée coupée avec de l'alprazolam (molécule du Xanax, un médicament anxiolytique de la famille des benzodiazépines), à l'origine fin janvier d'une cinquantaine de malaises, de comas et d'un mort parmi les drogués.
- Dix-sept personnes sont mises en examen dans le cadre de l'enquête sur un trafic de stupéfiants lié aux émeutes de Vitry-le-François en juin 2008, 12 d'entre elles ont été incarcérées et cinq placées sous contrôle judiciaire, à la suite des 22 dernières interpellations à Vitry-le-François et à Reims (Marne), mais également à Bar-le-Duc (Meuse) et Vervins (Aisne) : « Les perquisitions effectuées dans le cadre de ces interpellations ont entraîné la saisie d'importantes sommes d'argent, ainsi que des quantités non négligeables de résine de cannabis ».

### Samedi21 février 2009
Politique
- Quelque dix mille personnes ont manifesté à Paris en soutien au mouvement contre la vie chère dans les DOM/TOM à l'appel du Collectif des originaires d'outremer.

Économie
- L'Association française des usagers de banque (AFUB) dénonce des « pratiques de flibustiers » dans certaines banques engendrées par la banalisation du livret A, ainsi que la résistance de la Caisse d'épargne et de la Banque postale aux demandes de transferts vers d'autres banques. L'AFUB dénonce des « ouvertures forcées » avec débit « de manière autoritaire » des comptes en banque, l'imposition par une banque d'une « prime d'assurance de 36 euros par an pour protection du livret A avec clause noyée dans les conditions générales ». L'AFUB accuse aussi les distributeurs « historiques » du livret A, la Caisse d'épargne et La Banque postale d'opposer des « résistances » aux demandes de transfert proposant « même à l'épargnant de conserver le livret originel en cumul avec le nouveau » ce qui absolument interdit.

Affaires diverses
- Plusieurs milliers de visiteurs, sont venus pour admirer l'exceptionnelle collection d'Yves Saint Laurent et Pierre Bergé, exposée jusqu'à lundi avant d'être vendue aux enchères à Paris. Cette collection de 733 pièces rassemble des œuvres de Picasso, Brancusi, Matisse, Mondrian mais aussi des meubles Art déco, des bronzes et des tapisseries, est l'une des plus grandes collections d'art privées au monde.
- Trois malfrats niçois sont arrêtés à Claviers (Var) alors qu'ils s'apprêtaient à récupérer un stock de 300 kg de cannabis en provenance d'Espagne.
- Un policier de 26 ans est tué par balles à La Courneuve où il était en poste. Dans la nuit, cinq personnes ont été interpellées à La Courneuve dans un immeuble situé à proximité du drame de la veille. L'arme du policier a été retrouvée dans le local à poubelles de l'immeuble.
- Dans la soirée, des heurts ont opposé des « jeunes » et des policiers à Sartrouville (une vingtaine) et aux Mureaux (une vingtaine) dans les Yvelines sans faire de blessés ou entraîner d'interpellations. À Sartrouville, les policiers ont été délibérément attaqués et aux Mureaux, les délinquants s'amusaient à caillasser les automobiles circulant sur la RD.43.

### Dimanche22 février 2009
Politique
- La présidente du Medef Laurence Parisot se dit inquiète « par un certain nombre de décisions » prises par le gouvernement[32], par « une certaine façon d'appréhender les dossiers » estimant que « la priorité des priorités doit être l'emploi » : « La première chose qu'il faut faire c'est se donner les moyens de préserver les entreprises. Certaines valeurs ne sont plus mises autant en valeur [...] on est en train de recréer des rigidités, voire de bureaucratiser lors du sommet social du 18 février il y a eu de nombreux accrochages, entre le président de la République et Bernard Thibault et Maryse Dumas, entre le président et François Chérèque sur les 35 heures, entre Bernard Thibault et moi sur la question du partage des profits [...] Comment l'économie peut-elle fonctionner si on ne rémunère pas les actionnaires ? [...] Il faut avoir les idées claires : le travail est rémunéré par les salaires et le capital par les dividendes »[33].

### Lundi23 février 2009
Politique
- L'ancien secrétaire général du Front national, Carl Lang, lance officiellement son nouveau mouvement, le Parti de la France, sous la bannière duquel il promet cinq listes aux européennes, déclarant : « Je crois que le FN a été incarné par la personnalité de Jean-Marie Le Pen. Aujourd'hui il est nécessaire de préparer l'avenir en reconstruisant le courant national ». Carl Lang, qui a quitté le parti sur fond de rivalité avec Marine Le Pen, était entouré de plusieurs élus issus du Front national, notamment des conseillers généraux et des conseillers régionaux, ainsi que de quelques vieux compagnons de route de Jean-Marie Le Pen, comme Bernard Antony, Martine Lehideux, Martial Bild ou Fernand Le Rachinel. Un message de l'ancien vice-président du FN Jean-Claude Martinez, autre eurodéputé dissident, a été lu à la tribune, dans lequel ce dernier apporte son soutien au mouvement de Carl Lang, dont il sera la tête de liste dans le Sud-Ouest aux européennes de juin prochain.
- Le socialiste Claude Bartolone, ancien ministre délégué à la Ville, estime que la commission Balladur, chargée d'une réforme des collectivités locales, organise « une régression institutionnelle, sociale et démocratique [...] Cette réforme remet en cause 25 ans de décentralisation qui a pourtant prouvé qu'elle était gage d'innovation, de vigueur démocratique de proximité et de solidarité, elle ressemble fort à une petite manœuvre politicienne visant à reprendre par la main institutionnelle ce que les électeurs ont confié à la gauche par la main démocratique ».

Économie
- Selon le ministère de l'Écologie, de l'Énergie, du Développement durable et de l'Aménagement du territoire, les ventes de logements neufs en France par les promoteurs ont chuté de 37,8 % en 2008 par rapport à 2007, atteignant un peu moins de 79 400 unités.

Affaires diverses
- Ouverture du procès en correctionnelle de l'explosion de l'usine AZote Fertilisant (AZF), appartenant à la SA Grande Paroisse, filiale du groupe pétrolier Total, (30 morts et des milliers de blessés à Toulouse le 21 septembre 2001). Il devrait durer plus de quatre mois et concerner quelque 1 800 parties civiles et deux prévenus, Serge Biechlin, directeur d'AZF à l'époque des faits et seule personne physique poursuivie, et Grande Paroisse, en qualité de personne morale. Le procès sera filmé et enregistré, ce qui constitue une première en France pour un tribunal correctionnel. Le délibéré devrait être rendu dans la deuxième quinzaine de novembre.
- À la suite du démantèlement d'un important trafic de drogue entre les Pays-Bas et la région lyonnaise, au cours duquel 85 kilos d'héroïne et 5 kilos de cocaïne ont été saisis, dans une voiture qui a forcé un barrage à Courcy et tenté d'échapper aux policiers jusque dans les rues de Reims, quinze personnes sont mises en examen et cinq d'entre elles écrouées. Les prévenus âgés d'environ 25 ans appartiennent sont originaires de Villefranche-sur-Saône (Rhône) et de Roanne (Loire), alors que le fournisseur principal fournisseur, est un Marocain interpellé aux Pays-Bas.
- Le meurtrier présumé du policier en civil tué d'une balle dans la tête samedi soir à La Courneuve est passé aux aveux. Il s'agirait d'une des six personnes de nationalité sri-lankaise qui restaient en garde à vue, et serait âgé de 28 ans.
- L'Association de défense des droits des militaires (ADEFDROMIL) accuse la Légion étrangère de bafouer les droits de l'homme en publiant des photos de brimades subies par des légionnaires en formation. L'association regroupe des militaires en retraite et a pour objectif est de défendre « la liberté d’association et le droit d’expression des militaires ».
- Les douanes ont saisi huit tonnes de cigarettes de contrebande près de Lunéville (Meurthe-et-Moselle) dans un camion en provenance de Hongrie. Quelque 40 000 cartouches de cigarettes qui étaient cachées derrière plusieurs palettes de casseroles.

### Mardi24 février 2009
Politique
Économie
Affaires diverses
- La cour d'appel de Paris, considérant que « la procédure d'enquête était irrégulière » à travers les interrogatoires controversés menés à Guantanamo par les services français de contre-espionnage, entre 2002 et 2004, relaxe cinq anciens détenus français du camp américain de Guantanamo installé sur l'île de Cuba, condamnés en première instance le 19 décembre 2007 à un an de prison ferme pour association de malfaiteurs en relation avec une entreprise terroriste[34].
- Le dessinateur Siné, poursuivi pour « incitation à la haine raciale » après avoir ironisé dans Charlie Hebdo sur une éventuelle conversion au judaïsme de Jean Sarkozy, est relaxé par le tribunal correctionnel de Lyon. Il faisait l'objet d'une plainte de la Ligue contre le racisme et l'antisémitisme (Licra). Le tribunal considère que Siné « s'est autorisé à railler sur le mode satirique l'opportunisme et l'arrivisme d'un homme jeune, engagé sur la scène politique et médiatique [...] Il ne creuse pas le préjugé antisémitisme »

### Mercredi25 février 2009
Politique
- L'UMP dénonce « le conservatisme inébranlable » du Parti socialiste sur la réforme des collectivités locales : « La position du PS sur la réforme des collectivités est une preuve de plus du conservatisme inébranlable de ce parti qui refuse de voir la réalité en face [...] Peu importe les évidences, les complexités et le surcoût pour les Français, il faut s'opposer par intérêt partisan [...] les Français ont droit de ne pas subir [...] les conséquences de l'inaction des politiques, surtout quand elle est de manière si évidente et presque revendiquée officiellement par le PS  qu'il accuse de défendre ses petits intérêts électoraux ».

Économie
- Le groupe nucléaire Areva annonce un programme d'investissements d'un montant de 2,7 milliards d'euros en 2009, soutenu par l'État et financé notamment « par la cession d'actifs non stratégiques et l'ouverture minoritaire du capital de certains actifs ».

Affaires diverses
- La vente aux enchères des biens accumulés pendant cinquante ans par Yves Saint Laurent et Pierre Bergé a rapporté, en trois jours, un total de 373,5 millions d'euros, qui devraient être consacrés à des œuvres caritatives.
- Fiasco informatique à la BNP Paribas, où au moins 586 000 opérations ont été imputées deux, voire trois fois, aux comptes des clients à la suite d'un bogue informatique. Cet incident a concerné « plusieurs types d'opérations – images chèques, monétique, prélèvements, virements, prélèvements – pour toutes catégories de clientèles - particuliers et entreprises ».
- Un membre de l'ETA, Alexander Akarregi Casas (32 ans), déjà condamné en Espagne à cinq ans de prison et libéré en juillet 2008, et interpelé près de Compeyre dans l'Aveyron (France) après avoir tenté de prendre la fuite lors d'un contrôle de police dans le centre-ville de Millau. Mis en examen pour vol avec arme, recel en bande organisée, port d'armes et munitions, le tout en relation avec une entreprise terroriste, il est incarcéré. Il vivait dans un appartement à La Ricamarie (Loire), près de Saint-Étienne.

### Jeudi26 février 2009
Politique
- Le premier ministre François Fillon annonce la mise en œuvre dès le mois d'avril de la prime forfaitaire de 500 euros pour tous les chômeurs ayant travaillé de deux à quatre mois, pour ceux qui ne remplissent pas les conditions d'ancienneté dans l'assurance-chômage. C'est l'une des mesures promises la semaine dernière par le président Nicolas Sarkozy.
- Le Conseil d'État rejette la requête en référé présentée le 6 février par dix associations dont la Cimade, le Gisti, la LDH et le Secours catholique, qui demandaient la suspension du décret du 22 août 2008 organisant l'aide aux étrangers en centre de rétention afin que s'ouvre une concertation pour en redéfinir les modalités.

Économie
- Lancement de l'« éco-prêt à taux zéro », une des mesures phares du Grenelle de l'environnement pour les travaux d'isolation et de rénovation thermique des logements privés, et de l'« éco-prêt logement social » pour la réhabilitation des logements sociaux. D'une durée de dix ans, pouvant être étendue jusqu'à 15 ans par la banque, l'éco-prêt à taux zéro permet de financer jusqu'à 30 000 euros de travaux d'amélioration de l'efficacité énergétique du logement.
- La présidente du Medef Laurence Parisot demande que la contribution sociale de solidarité des sociétés (C3S), un « impôt qui pèse sur le chiffre d'affaires des entreprises », ne soit pas prélevée en 2009. Le chiffre du chômage est « catastrophique », parce que « des entreprises sont en train de tomber en faillite », le plan de relance « n'est pas suffisant », « la France est entrée dans la crise mondiale dans une situation de plus grande fragilité que ses principaux partenaires, l'Allemagne, l'Europe du Nord, l'Angleterre [...] avec des prélèvements obligatoires qui pèsent sur les entreprises françaises, qui leur donnent moins de réactivité face à la situation ».

Affaires diverses
- Douze anciens militaires français tentent devant la cour d'appel de Paris d'obtenir réparation des préjudices subis, des cancers, qu'ils estiment causés par les essais nucléaires français, alors qu'ils étaient en mission au Sahara ou en Polynésie dans les années 1960.
- La justice française ordonne la saisi des comptes bancaires du président du Gabon, Omar Bongo qui avait été condamné à verser 457 347 euros au fils d'un chef d'entreprise français qui avait dû payer cette somme pour faire libérer son père, René Cardona, détenu à Libreville. Le président gabonais et sa famille étaient actionnaires dans la société de René Cardona.

### Vendredi27 février 2009
Politique
Économie
- Selon une étude annuelle de l'Office des fruits, des légumes, des vins et de l'horticulture (Viniflhor), le secteur du vin français est incapable de profiter de la hausse de la consommation mondiale et est en perte de vitesse face à ses concurrents italien et espagnol. Sa part de marché s'érode tant en valeur qu'en volume. Elle ne représente plus que 17 % des volumes et 34 % de la valeur du marché mondial, contre respectivement 25 % et 51 % au début des années 1990 : « La France a été longtemps le premier pays consommateur et donc elle ne s'intéressait qu'à son marché intérieur. Pendant ce temps-là nos compétiteurs ont avancé plus vite que nous ».

Affaires diverses
- La cour d'appel de Paris confirme la condamnation de l'ancien PDG d'Air Lib Jean-Charles Corbet à quatre ans de prison, dont dix-huit mois ferme, pour avoir détourné 15 millions d'euros et provoqué la faillite de la compagnie en 2003, entraînant le licenciement de ses 3 200 salariés.

Culture
- 34e cérémonie de remise des Césars, au théâtre du Châtelet, à Paris. Le film Séraphine de Martin Provost, qui met en scène la vie de Séraphine de Senlis, jouée par Yolande Moreau, domestique et peintre française du début du XXe siècle, a remporté sept trophées : meilleurs film, interprète féminine, scénario original, photographie, costumes, décors et musique. Le film de gangsters à grand spectacle, « Mesrine » de Jean-François Richet est reparti avec trois Césars (réalisateur, interprète pour Vincent Cassel et son)[35].. Le grand perdant est le film de Dany Boon, Bienvenue chez les Ch'tis qui n'a reçu qu'une nomination (catégorie scénario original), alors qu'il a été le plus grand succès de l'année 2008, faisant plusieurs millions d'entrées.

### Samedi28 février 2009
Politique
Économie
Affaires diverses